# Truffe (champignon)
Pour les articles homonymes, voir Truffe.
Taxons concernés
Division des Ascomycètes
- classe des Pezizomycetes :
  - genre Tuber (principalement) ;
  - genre Choiromyces ;
  - genre Geopora ;
  - genre Leucangium ;
- classe des Eurotiomycetes :
  - genre Elaphomyces ;

Division des Basidiomycètes
- classe des Agaricomycetes :
  - genre Gautieria ;
  - genre Hymenogaster ;
  - genre Rhizopogon ;

La truffe est le nom vernaculaire français donné à la fructification (comestible ou non, cf. truffe du cerf) et à l'organe végétatif de plusieurs genres (Tuber, Elaphomyces...) de champignons hypogés ascomycètes ectomycorhiziens qui se présente sous une forme plus ou moins globuleuse. Un même mycélium peut produire plusieurs truffes dont l'époque de maturité est variable selon les espèces. Elles se développent en association avec certains arbres dits truffiers et sont ramassées (on dit « cavée ») à l'aide, en général, d'un chien truffier, d'un cochon ou de mouches, puis s'échangent localement au cours de foires et marchés aux truffes.
Certaines espèces n'ont que peu de saveur alors que d'autres sont particulièrement appréciées et recherchées par les gourmets depuis l'Antiquité. Qu'elles aient poussé spontanément ou qu'elles soient issues de la trufficulture, les truffes sont très demandées. En Europe six espèces de truffes dites gastronomiques, sont récoltées. Les plus recherchées sont la Truffe blanche (Tuber magnatum) et la Truffe noire ou truffe du Périgord (Tuber melanosporum). D'autres proviennent d'Amérique du Nord ou encore de Chine. Le prix très élevé des espèces les plus appréciées encourageant les pratiques commerciales trompeuses, il convient de se méfier des contrefaçons, y compris dans les produits préparés.
Il existe en fait plus d'une centaine d'espèces du genre Tuber, de la famille des Tuberaceae. Ces champignons et leurs fructifications sont tous appelés « truffe ». En outre, du fait de ressemblance morphologique, il est d'usage d'appeler « truffe » des sporophores comestibles d'espèces qui en sont assez éloignées, tant pour le goût que par la phylogénie. C'est le cas par exemple des Terfesse et de la truffe du cerf.

## Histoire
La première mention de truffe apparaît sur des tablettes d'argile sumériennes de 2 000 ans avant notre ère parlant des Amorrites,.
La truffe est appréciée depuis l'Antiquité : en Égypte, où, vers 2600 av. J.-C., le pharaon Khéops aimait à déguster des truffes lorsqu’il recevait les délégations qui venaient l’honorer.
Les Grecs la tiennent en haute estime comme l'atteste le fait que les enfants de Chérips, étranger résidant à Athènes, reçoivent la citoyenneté pour le récompenser d'avoir inventé une nouvelle façon de préparer les truffes,.
Dans la Rome antique, les truffes sont « connues successivement de Pythagore, de Théophraste, de Dioscoride qui les regardait comme des racines tubéreuses (…), de Cicéron qui les nomme les enfants de la terre, tandis que Porphyre (…) les appellera, trois siècles plus tard, les enfants des dieux, de Pline qui les tient pour des callosités de la terre ».

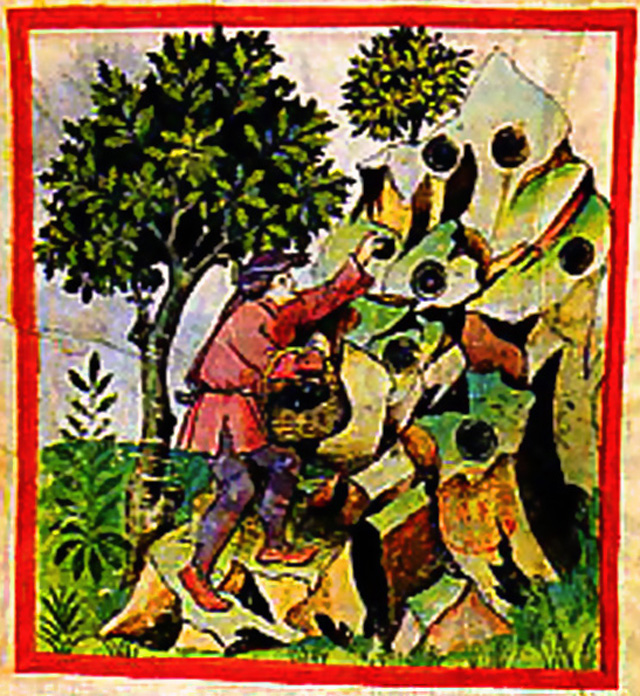
Terra tufule tubera, illustration du Tacuinum sanitatis.

Terrae tuber était le nom de ce champignon pour les Latins, mais l'historien Giordano Berti a démontré qu'au Moyen Âge le terme terrae tufule était utilisé pour désigner la truffe. Ce terme apparaît dans le titre d'une enluminure du XIVe siècle qui représente la récolte de la truffe noire. D'après Berti, ce terme vient de la ressemblance physique entre la truffe et le tuf, pierre poreuse typique de l'Italie centrale. Par la suite, ce nom fut transformé en tertufole et tartufo en Italie, truffe en France, trüffel en Allemagne, truffle en Angleterre.
Du fait que la distinction entre les champignons comestibles et les toxiques est plutôt délicate, ils sont considérés avec ambivalence. Les truffes présentent aussi cette ambivalence. Durant le Moyen Âge, les truffes, en raison de leur vie souterraine et de leur couleur noire, sont assimilées à des fruits de Satan. Selon la théorie des signatures, la forme de ces champignons rappelle celle des testicules, si bien qu'à la Renaissance, on leur attribue des vertus aphrodisiaques. C'est dans ce contexte que la truffe en France apparaît pour la première fois sur la table de François Ier. Elle vient d'une petite ville de Bourgogne, Is-sur-Tille à côté de Dijon. Jean La Bruyère-Champier, médecin attaché à ce roi, affirme que la culture de la truffe se pratique à cette époque mais le véritable essor de la trufficulture a lieu au XIXe siècle lorsque Joseph Talon développe le semis de glands dits "truffiers".
C'est en Touraine vers 1790 près de Chinon que l'on constate les premières truffières[réf. nécessaire]. Vers 1850, les truffes noires viennent surtout du Lot, mais au début du XXIe siècle, le premier département producteur est le Vaucluse avec plus de 80 % du tonnage commercialisé, suivi de loin par la Bourgogne et le Poitou.

## Cycle de vie

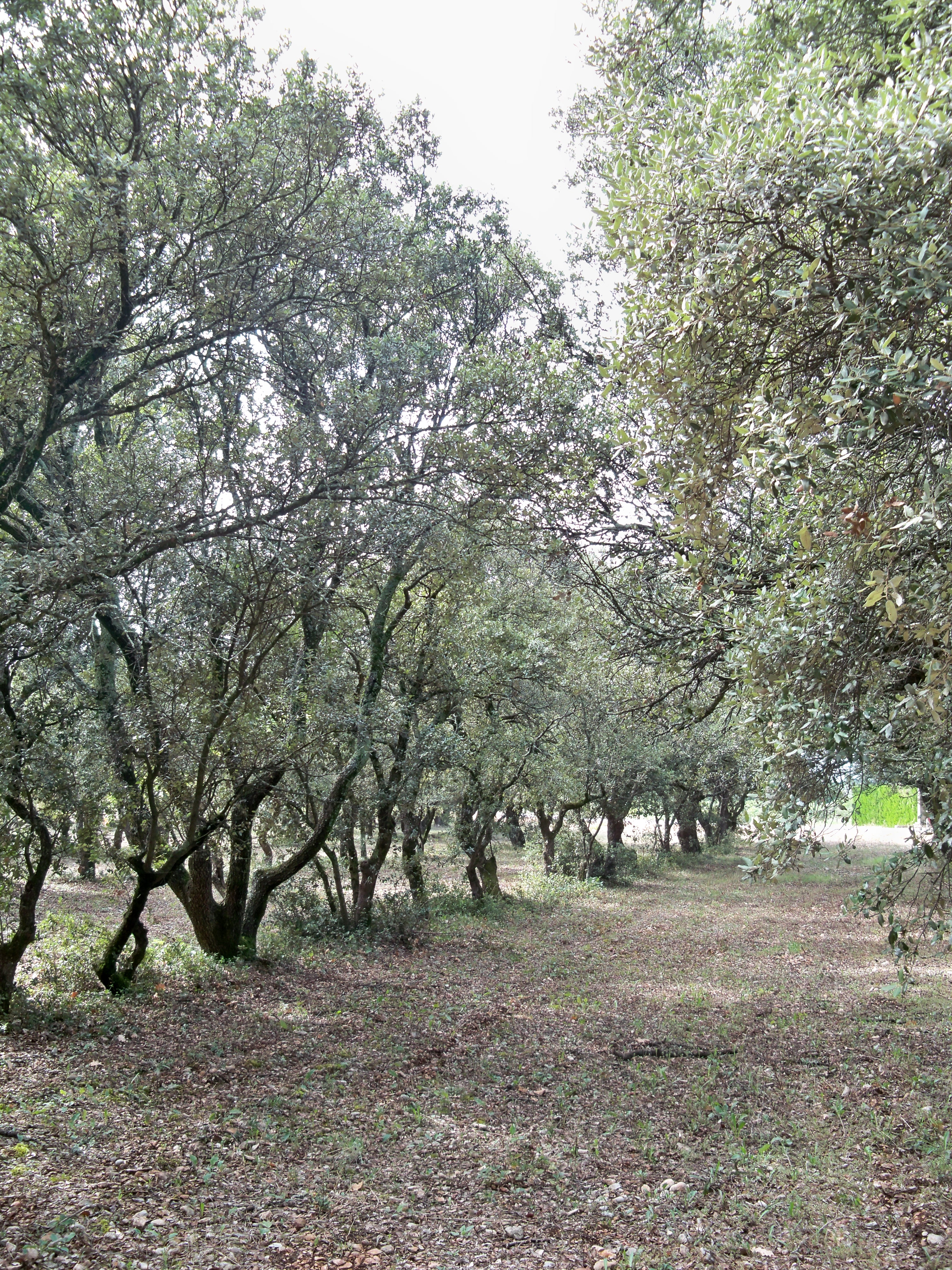
Dans la région du mont Ventoux, truffière en pleine production. L'herbe de la zone à brûlés est tuée par l'effet antibiotique de la truffe.

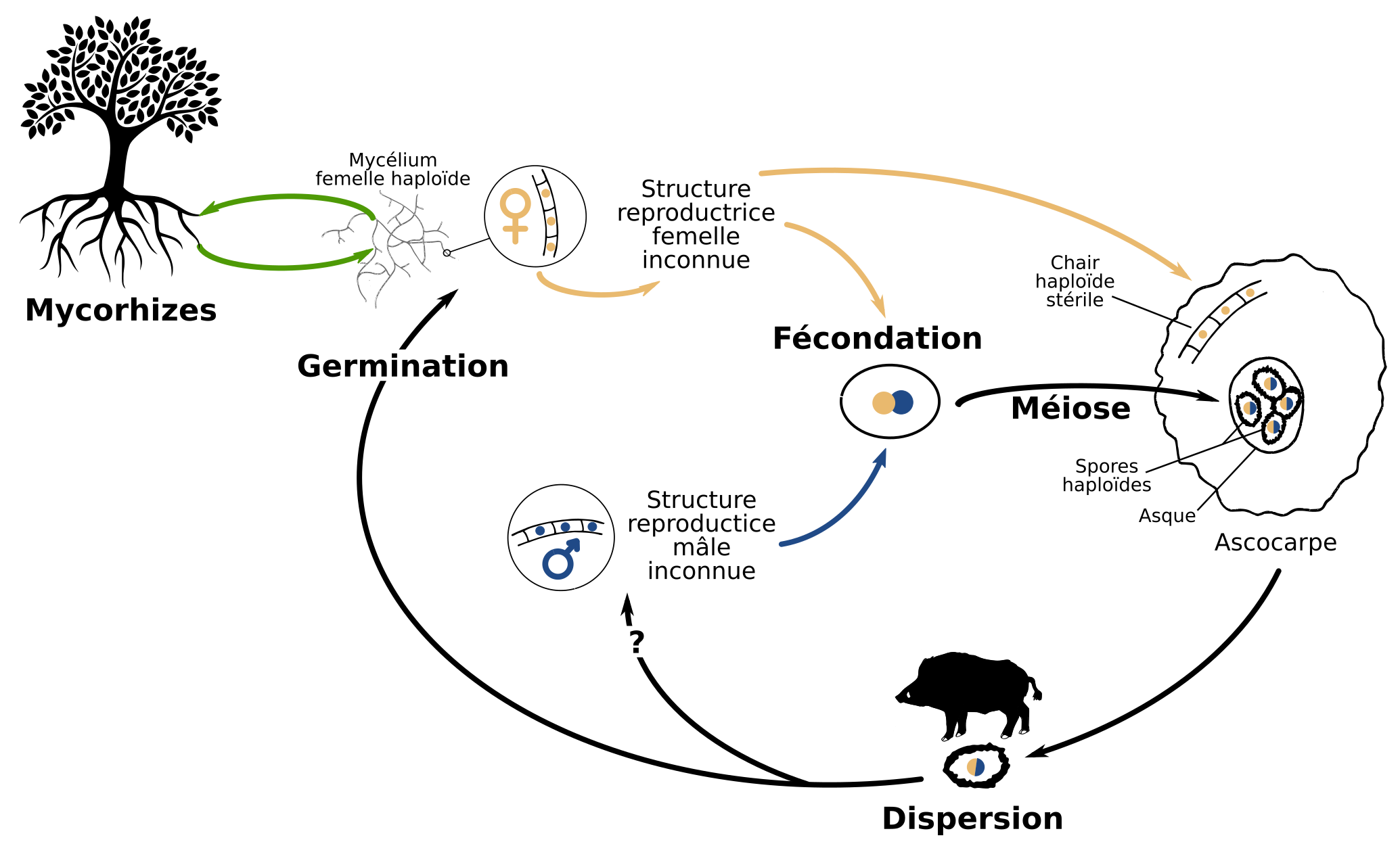
Cycle de vie de Tuber melanosporum.

La truffe est le résultat de la fructification d'un champignon souterrain (hypogés). Cette fructification, appelée ascocarpe, est constituée de la chair (gleba ou glèbe) et d'une écorce (péridium) lisse ou verruqueuse (constituée d'écailles pyramidales). Une coupe transversale d'une truffe à maturité révèle la présence de marbrures (lignes sinueuses blanches correspondant à des veines stériles aérifères, hyphes mycéliennes anastomosées qui permettent les échanges gazeux — oxygène, gaz carbonique, vapeur d'eau — entre la glèbe du champignon et le sol, et qui affleurent en surface sous forme de houppes mycéliennes au sommet des écailles) et de zones sombres (appelées veines fertiles car constituées d'une agglomération d'hyphes ascogènes donnant naissance aux ascospores assurant la reproduction sexuée).
La truffe est issue d'un mycélium (appareil végétatif des champignons, constitué de fins filaments) qui vit en association symbiotique avec les racines des arbres truffiers mais a un effet antibiotique sur la végétation qui entoure l'arbre, au niveau de terrains appelés zones à brûlé ou brûlés, terme de trufficulteur faisant référence aux surfaces de sol plus ou moins stérilisées par le pouvoir assèchant des mycorhizes truffières, de leur effet herbicide et parasite. Ce phénomène biologique, qui est commun à certains végétaux comme le Marronnier, est nommé allélopathie. Il est provoqué par des composés organiques volatils qui permettent aux truffes de dominer par compétition les plantes aux alentours en altérant la germination des graines, en modifiant la morphogenèse des racines et l'équilibre hormonal des plantes et en inhibant la flore bactérienne des racines.

### Mycorhization
Cette association s'effectue par le biais des mycorhizes (organe mixte produit par l'association d'une plante chlorophyllienne et du mycélium d'un champignon). On parle de mycorhization, et de mycorhization contrôlée lorsque cette association résulte d'une inoculation.
Des mycorhizes s'échappent les nouveaux filaments, dont il naîtra une nouvelle truffe qui mettra plusieurs mois à grandir. Lorsqu'elle est mûre, la truffe libère des spores qui se mettent à germer et produisent les premiers filaments qui pénètrent dans les radicelles de l'arbre.
Il s'agit d'une véritable symbiose entre le champignon et l'arbre : celui-ci profite pour son développement de la présence du champignon mycorhizique qui fabrique divers produits comme des sucres, des vitamines et des hormones. Les rabassiers (trufficulteurs) affirment que la truffe naît entre les pluies des deux Vierges, c'est-à-dire celles entre l'Assomption (15 août) et la Nativité de Notre-Dame (8 septembre) qui doivent être abondantes. C'est loin d'être faux puisque les spécialistes ont vérifié qu'une bonne année dépend à la fois d'un fort ensoleillement estival suivi de pluies entre la mi-août et la mi-septembre.

### Dispersion des spores
Le puissant parfum des truffes est un attractif qui permet de disperser leurs spores principalement par endozoochorie (passage dans le tube digestif d’animaux mycophages tels que sangliers et rongeurs).
En 2021, une étude faite par des chercheurs européens a démontré que des animaux plus petits comme les limaces - traditionnellement indésirables dans les truffières, à cause des dégâts causés aux précieux tubercules - jouent un rôle sans doute plus important encore que les mammifères dans la dispersion des spores. En effet, ces gastéropodes voraces sont capables de dégrader plus efficacement la paroi particulièrement résistante de la spore, par abrasion buccale puis digestion, ce qui favorise la germination. C'est aussi une explication plausible de la proximité génétique des truffes que l'on remarque dans un espace restreint, les invertébrés se déplaçant sur des distances courtes.

### Récolte
Ces truffes se récoltent entre 500 et 1 000 mètres d'altitude. Préférant les terrains calcaires, elles se développent toujours en symbiose avec le chêne blanc ou vert, le frêne et le charme. Il est affirmé que les plus fines poussent à l'ombre du tilleul. La durée de vie des truffes est comprise entre 200 et 290 jours, ce qui assure trois mois environ de récolte, de la mi-décembre pour les premiers exemplaires de Tuber melanosporum à la mi-mars. Tuber uncinatum ou truffe de Bourgogne se récolte plutôt entre mi-septembre et mi-janvier. D'abord veinée de blanc, elle s'assombrit, par un phénomène de mélanisation. Quelques semaines sont nécessaires pour développer ses qualités organoleptiques, son goût, sa texture, son aspect et son odeur légèrement soufrée, particulière d'une truffe à l'autre et d'une espèce à l'autre.

## Caractéristiques

### Poids
De taille variable, généralement de 5 à 10 centimètres de diamètre, la truffe, ne pèse généralement que de 20 à 100 grammes. Les plus grosses atteignent jusqu'à 200 et même les 500 grammes. Une truffe noire trouvée près de Sorges pesait 1,147 kg. Le 12 novembre 2006, un spécimen de truffe blanche de 1,5 kg a été vendu 161 000 $ lors d’une vente aux enchères. Le 9 décembre 2008, une truffe noire récoltée à Mérignac et pesant 1,4 kg a été proposée à la vente sur le marché aux truffes de Jarnac. Le record de la plus grosse truffe jamais trouvée est de 10,5 kg.

### Génétique
Le génome haploïde de la truffe noire (Tuber melanosporum) a été le premier à être séquencé en 2010, par un consortium international. Avec environ 125  mégabases, c'est alors le génome de champignon le plus grand et le plus complexe connu. Cette grande taille est due à la présence d'une multitude de transposons (environ 58 % du génome). En revanche le génome ne comporte qu'environ 7 500 gènes codant des protéines, dont très peu de familles multigéniques.
En 2018, afin de comprendre l'évolution de la symbiose ectomycorhizienne et du cycle de vie des truffes, le même consortium a ensuite séquencé les génomes de la Truffe blanche (T. magnatum), de la Truffe blanche d'été (T. aestivum), de la Truffe du porc (Choiromyces (it) venosus) et de la Truffe du désert Terfezia boudieri, et les a comparés à ceux de T. melanosporum et d'ascomycètes saprophytes comme la morille noire Morchella importuna, Ascobolus (en) immersus et Pyronema confluens. Les génomes des espèces du genre Tuber se ressemblent beaucoup : abondance de transposons, faible nombre de gènes codant des enzymes de dégradation de la lignocellulose, un ensemble conséquent de gènes régulant la formation du fruit, et une grande expression des gènes impliqués dans le métabolisme des composés organiques volatils. Les processus du développement et du métabolisme de la Truffe blanche et de la Truffe noire sont étonnamment semblables pour des espèces ayant divergé, si l'on en croit l'horloge moléculaire, il y a environ 100 millions d'années. La richesse des composés organiques volatils libérés par les truffes (une cinquantaine de composés différents) ne provient pas d'innovations géniques du genre Tuber, mais résulte d'une expression différentielle d'un répertoire génique préexistant.

### Origine du parfum de la truffe
Le parfum de la truffe est dû à sa composition chimique, et en particulier à un thioéther, le bis(méthylthio)méthane. Ce composé est utilisé pour la préparation de l'huile de truffe, produit alimentaire imitant le parfum de la truffe.
L'étude génétique de 2018 montre notamment que les arômes proviennent de l'activité des voies de biosynthèse des composés organiques volatils (plus d'une cinquantaine, dont des composés soufrés, alcools et aldéhydes) et du microbiote (bactéries et levures) vivant sur et dans la truffe,.

## Espèces de truffes
Les truffes consommées par l'homme appartiennent au genre Tuber, dans l'ordre des Pezizales. Une autre espèce, appartenant au genre Elaphomyces, dans l'ordre des Eurotiales, est consommée par de nombreux animaux.

### Espèces européennes
Il existe six espèces de truffes dites gastronomiques :
- Tuber magnatum, dite truffe blanche d'Alba, de très loin l'espèce la plus chère et la plus recherchée[29]. Parfum très fort alliacé. On le récolte en Italie, dans la région de Langhe et en Croatie, autour de Motovun (en italien Montona), en Istrie. Elle peut être confondue avec la truffe blanchette (Tuber borchii), à la saveur moins prononcée et moins parfumée, donc moins convoitée.

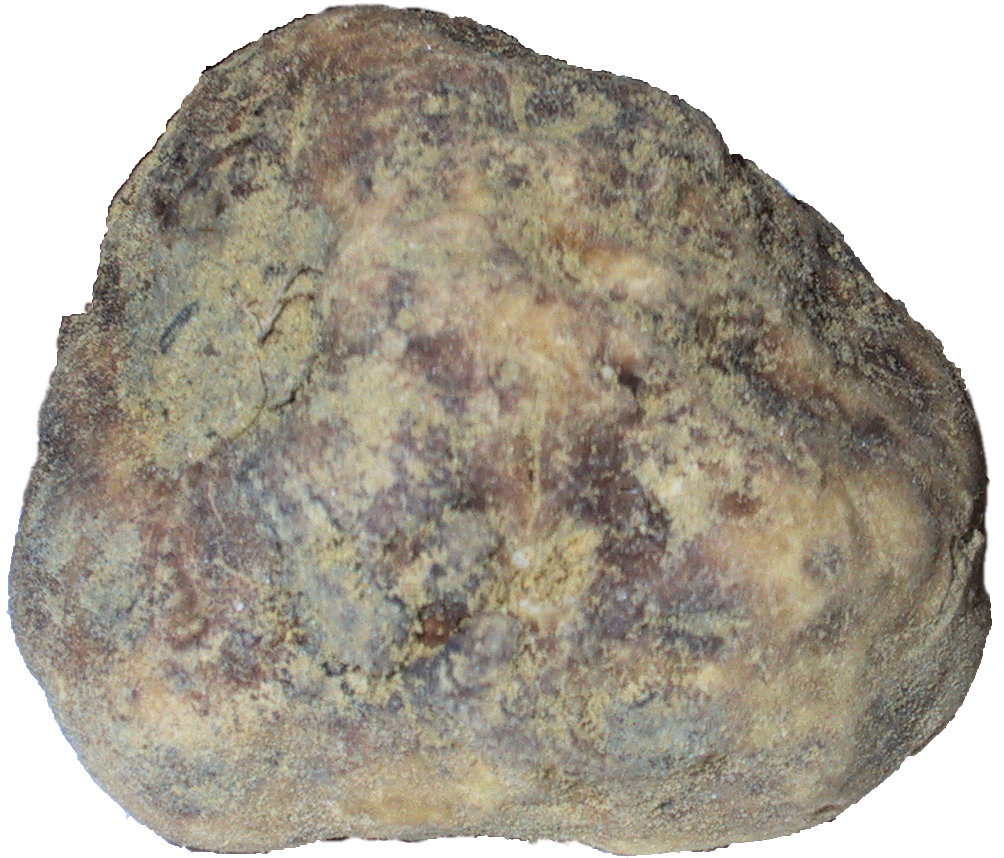
Truffe blanche.
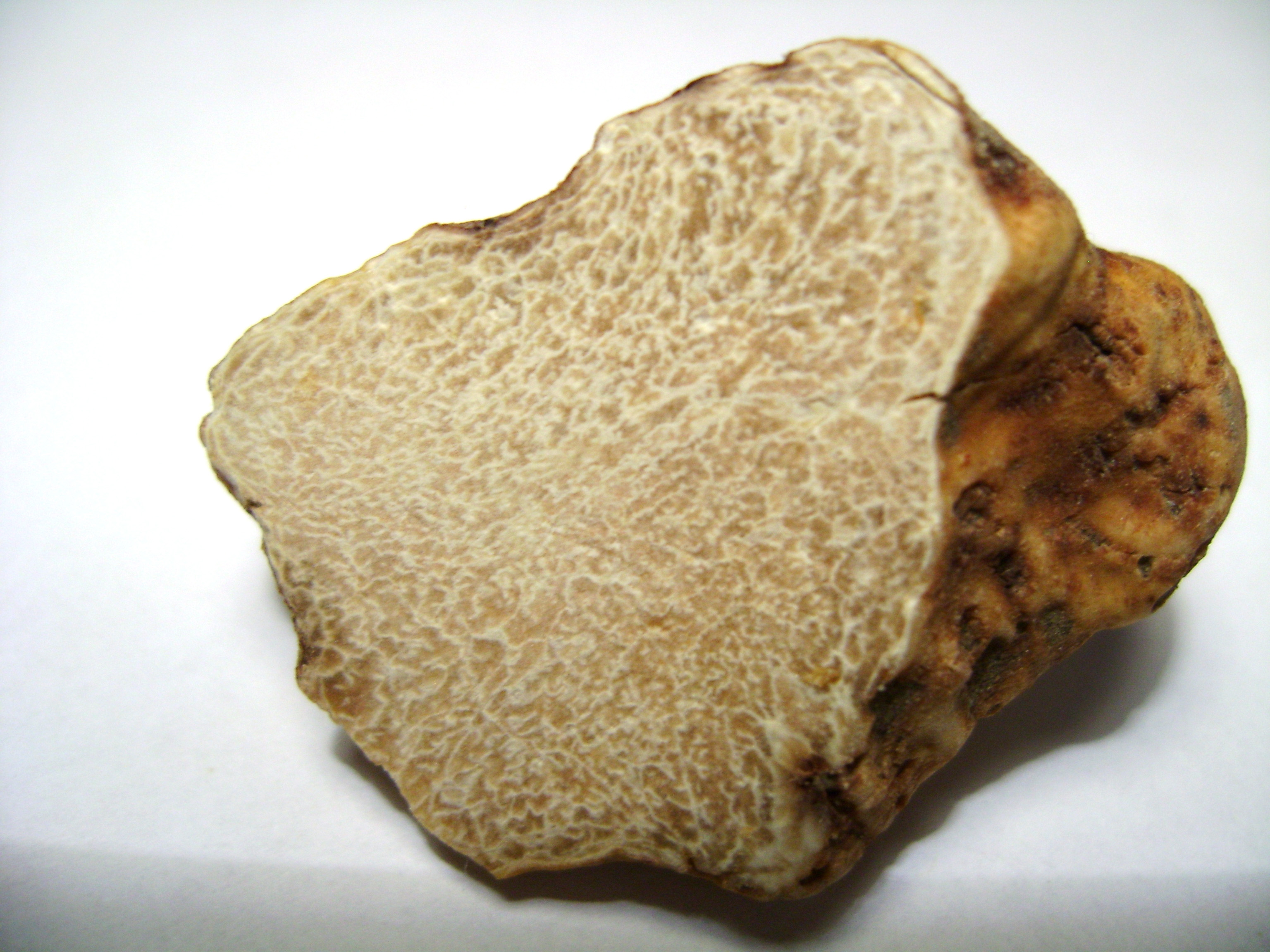
Truffe blanche coupée.

- Tuber melanosporum Vitt., dite truffe noire du Périgord, du Tricastin ou truffe de Provence, la reine des truffes, au parfum et à la saveur recherchés[30]. Elle exige un sol calcaire et de la chaleur. On la trouve majoritairement en France, dans le Vaucluse, dans le sud de la Drôme[31], dans le Lot et en général dans le sud-est de la France (Gard, Bouches-du-Rhône, Alpes-de-Haute-Provence et Var), zone qui fournit 83 % de la production française[32], mais aussi en Espagne, en Italie, en Croatie et en Slovénie. Elle est le plus souvent en symbiose avec le chêne pubescent ou le chêne vert. Période de maturité (variable en fonction des conditions météorologiques) : de mi-novembre à fin mars. Pleine Maturité mi-janvier à fin mars.

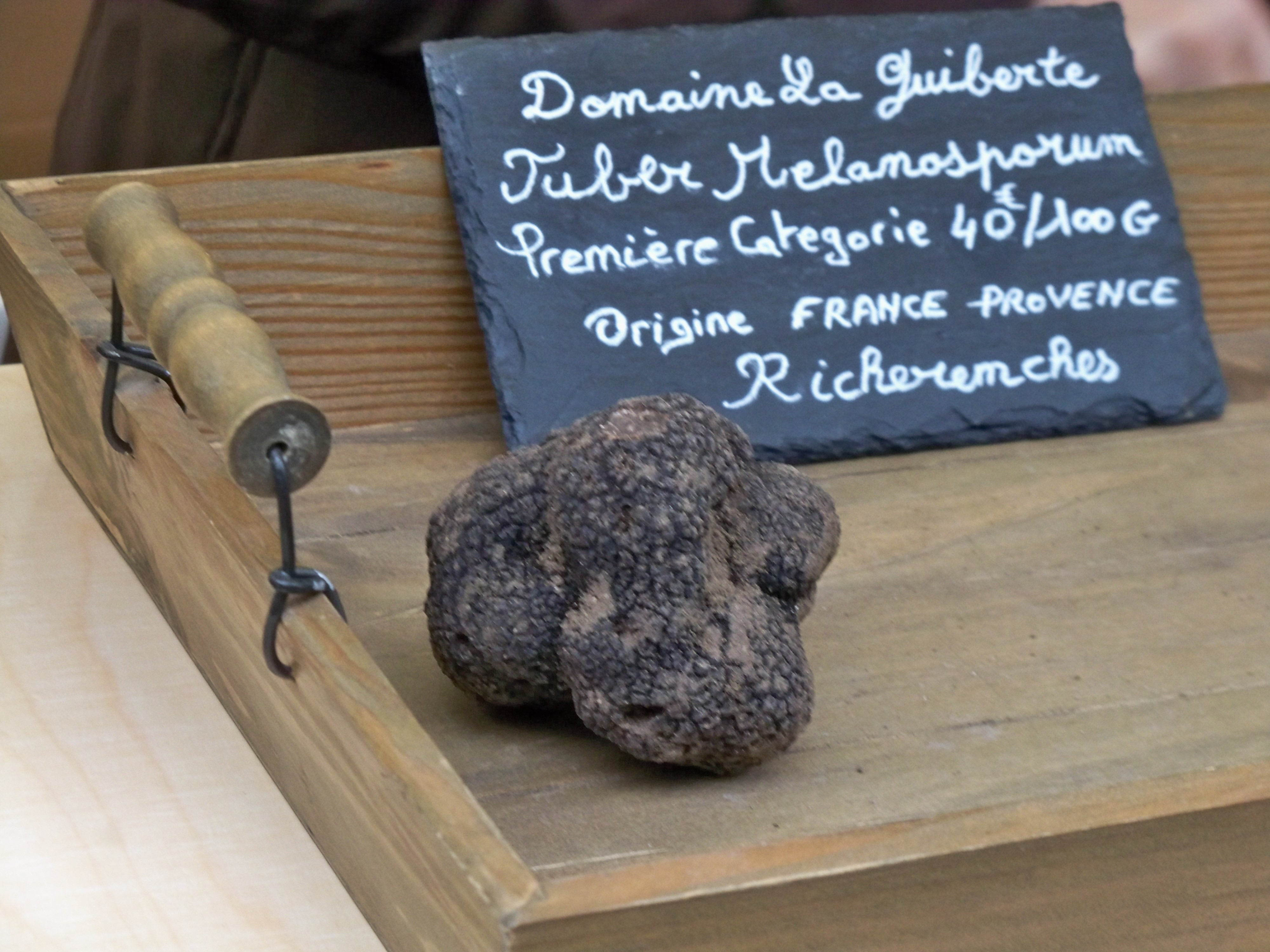
Tuber melanosporum au marché aux truffes de Richerenches.
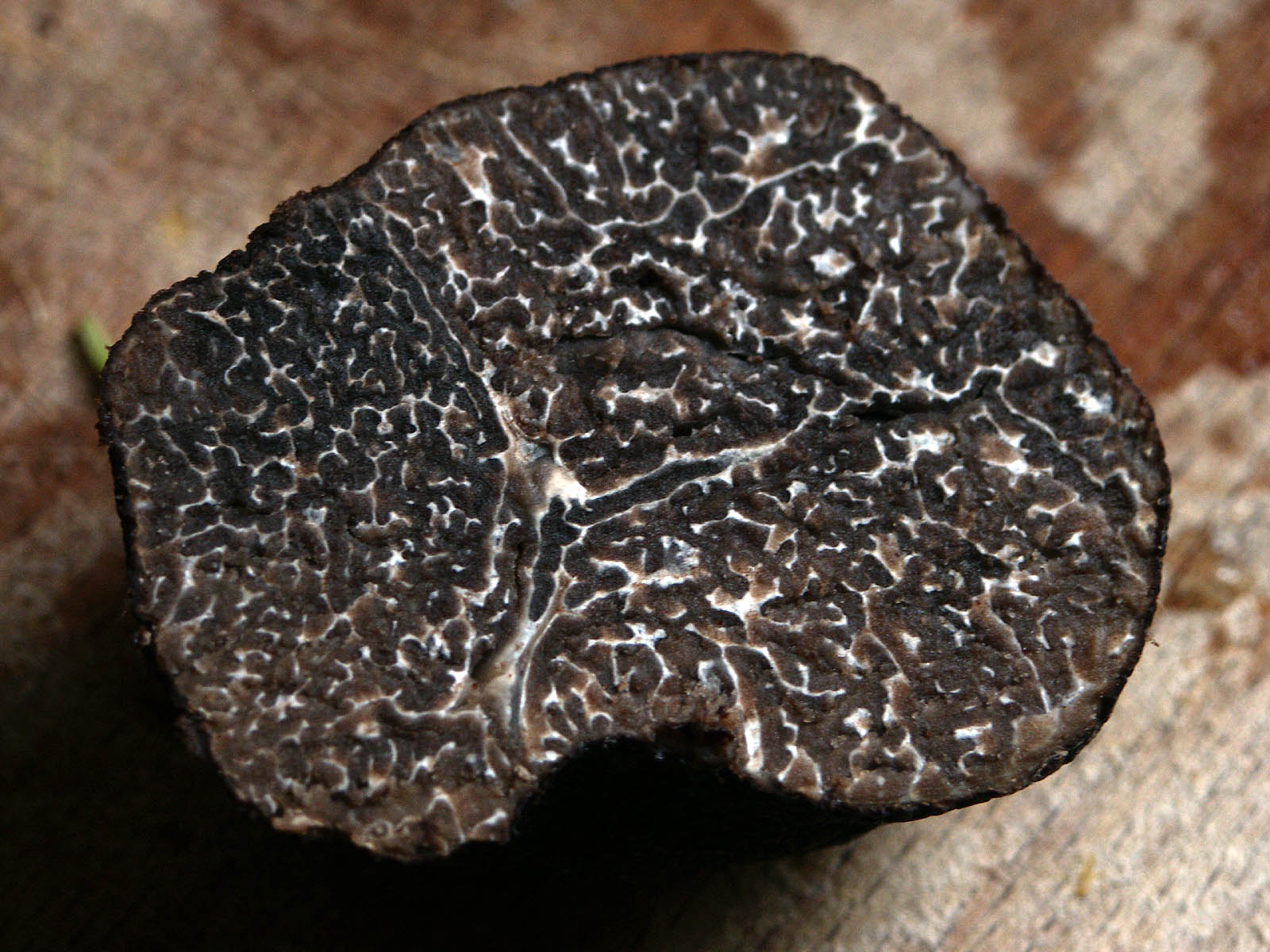
Tuber brumale .

- Tuber brumale Vitt., dite truffe musquée, ivernenco, pudendo ou rougeotte en Provence[33], à l'odeur de rave nuancée d'ail (T.B suavum) éthérée, (T.B moschatu) et au goût très poivré et un peu sucré. Elle pousse dans les mêmes zones que la tuber melanosporum, se récolte à la même époque et peut être confondue avec elle. C'est la seule variété à être classée dans la catégorie des truffes noires nobles avec la Mélano[34]. Période de maturité : de mi-janvier à fin mars.
- Tuber aestivum Vitt., dite truffe Mayenque ou truffe blanche d'été[35], à l'odeur fine et légère de sous-bois et au goût léger de champignon forestier. Période de maturité : de début mai à fin septembre.

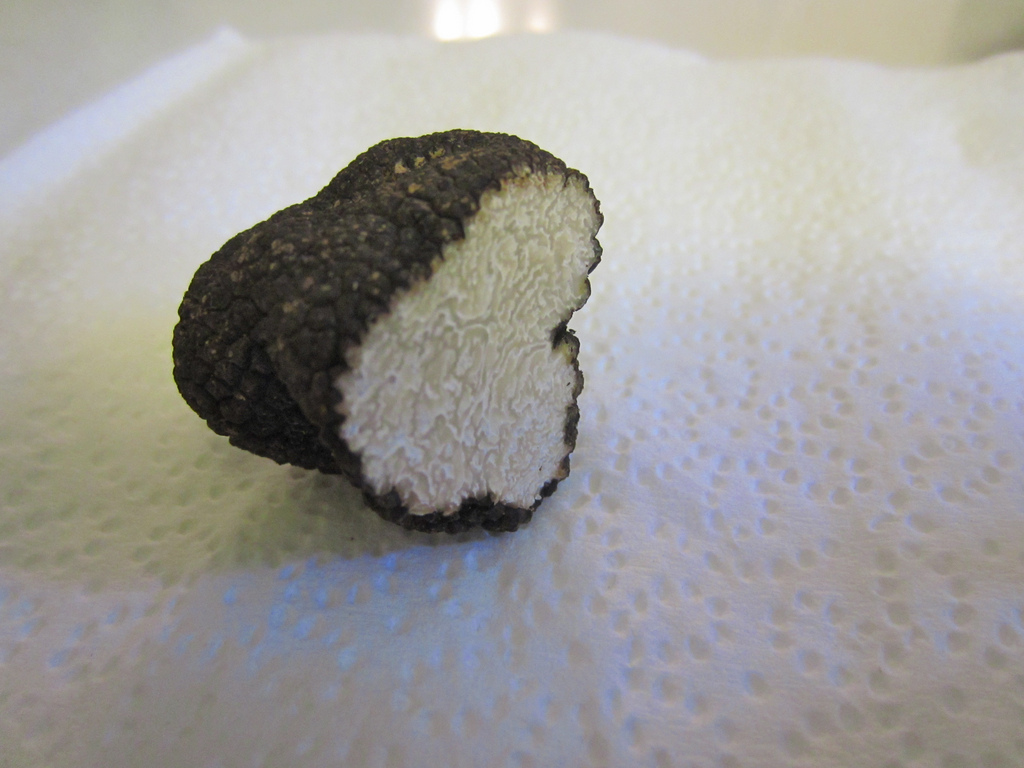
Tuber aestivum ou truffe Mayenque.
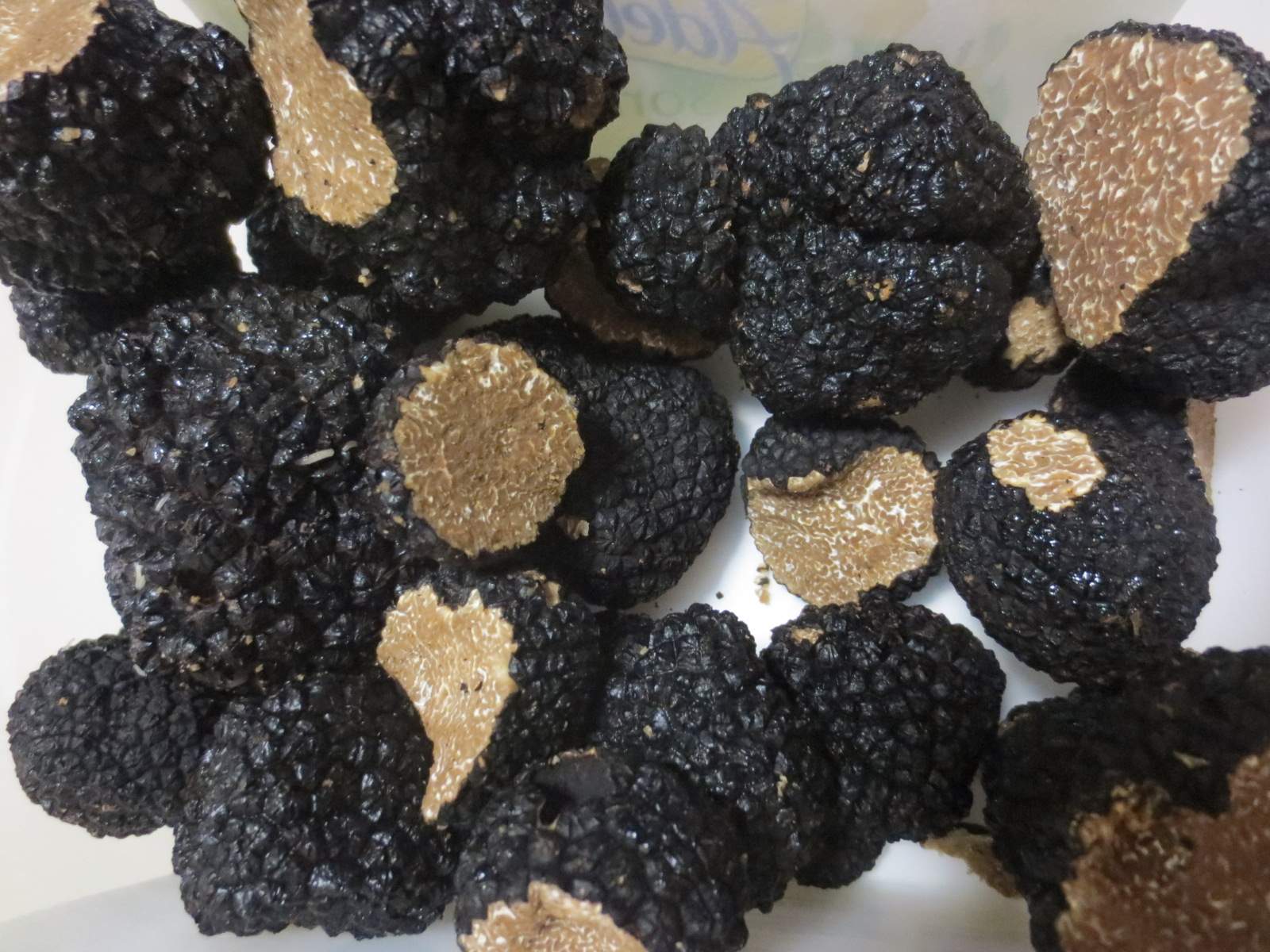
Tuber uncinatum ou truffe de Bourgogne.

- Tuber uncinatum Chatin, dite truffe de Bourgogne[36] ou truffe de Champagne qui ressemble à Tuber aestivum mais avec une odeur et un goût plus prononcés. Elle est la plus largement répandue dans toute l'Europe et se met en symbiose avec plus de variétés d'arbres (chêne, noisetier, charme, hêtre et pin). Elle est aussi moins exigeante du point de vue chaleur et qualité du sol. La truffe de Bourgogne ou de Champagne se cueille dans tous les terrains calcaires[37]. Période de maturité : de mi-septembre à fin janvier.
- Le Tuber mesentericum Vitt, dite truffe de Lorraine[36], odeur agréable de réglisse, d'amande (seulement à la maturité) et au goût amer d'acide phénique, son parfum puissant en fait une truffe particulièrement recherchée[38]. La Meuse offre un environnement propice au développement de la truffe mésentérique. En effet, le département de la Meuse présente, selon les spécialistes de la truffe, deux caractéristiques avantageuses : il est à la limite du climat continental et son sol est calcaire, argileux, couvert de forêts riches en chênes, charmes, noisetiers à une altitude moyenne de 250 m. Le climat froid et précoce de la Meuse est favorable aux truffes qui mûrissent tôt en automne[39]. Période de maturité : de mi-septembre à fin décembre.

### Espèces nord-américaines
L’Oregon compte quatre espèces de truffes sauvages locales présentant un intérêt gastronomique : la truffe blanche d'hiver d’Oregon (Tuber oregonense) – aussi appelée truffe blanche d'automne d'Oregon, la truffe blanche de printemps d’Oregon (Tuber gibbosum), la truffe noire d’Oregon (Leucangium carthusianum) et, plus rare, la truffe brune d’Oregon (Kalapuya brunnea). Elles se développent dans les forêts de pins de Douglas et dans les plantations de noisetiers.

### Truffe chinoise

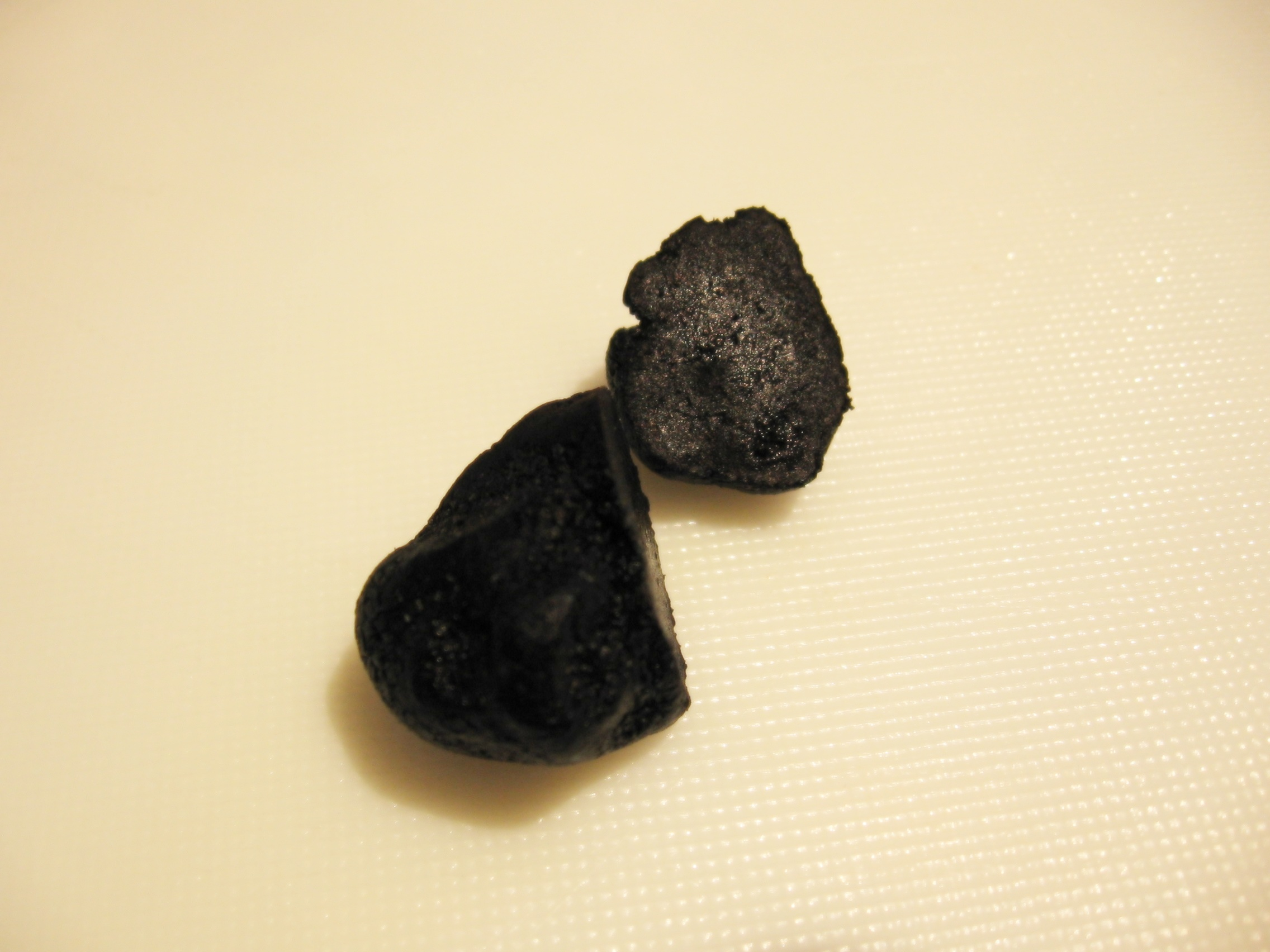
Truffe chinoise, Tuber indicum.

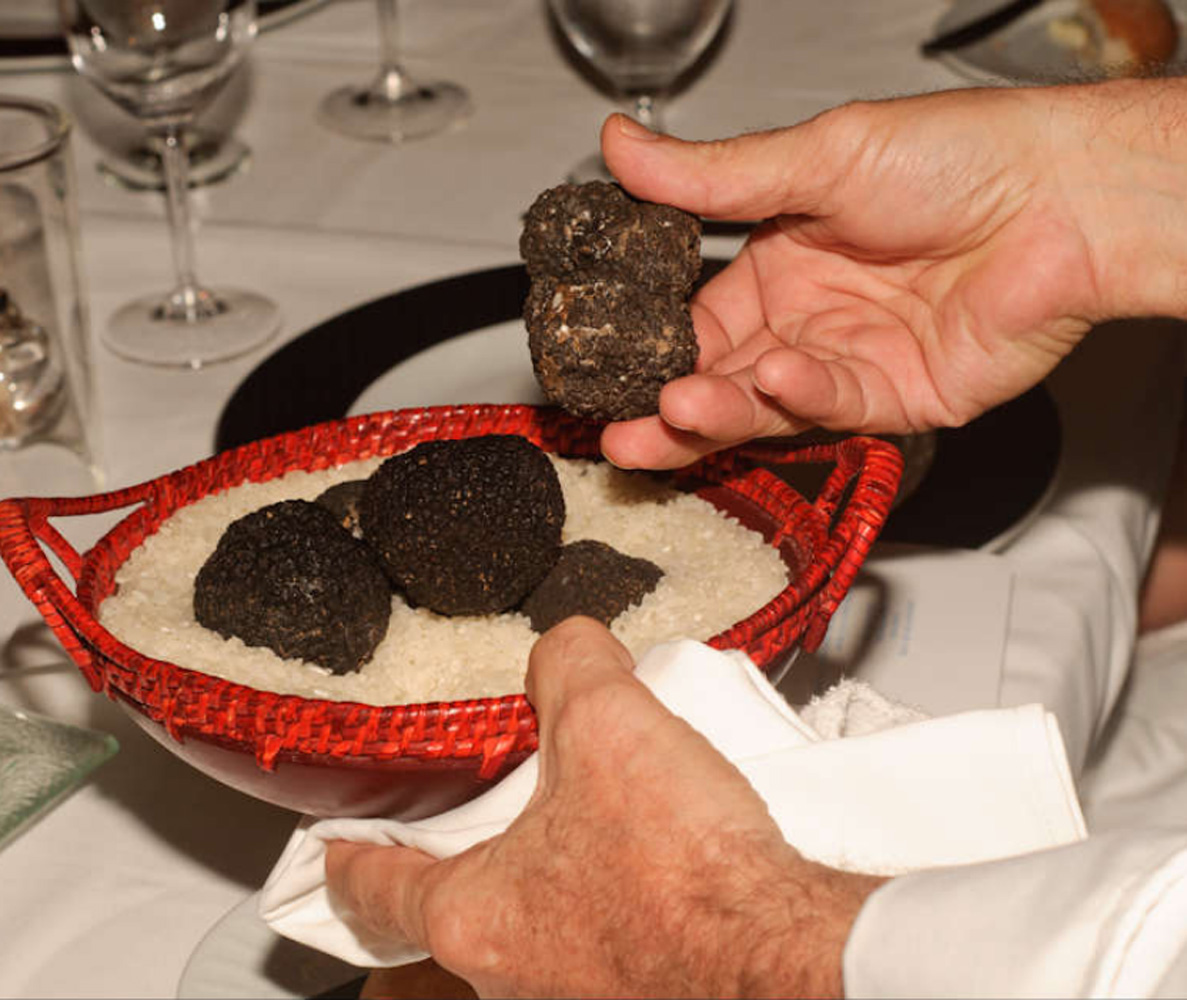
Truffes chinoises prêtes à être cuisinées dans un restaurant d'Hawaï.

Les truffes chinoises regroupent les espèces Tuber himalayense, Tuber indicum et Tuber sinense. Leur origine géographique se situe en Chine et plus particulièrement dans les contreforts de l'Himalaya, au sud du Sichuan et au nord du Yunnan.
La truffe chinoise a un aspect de peau et de forme très peu différent de T. melanosporum, elle est un petit peu plus régulière, et ses veines sont quasi identiques, mais sa texture plus ferme est caractéristique. Elle a une peau brune, moins noire que melanosporum et ses verrues sont moins marquées. Son diamètre peut atteindre sept centimètres. Son arôme ressemble en plus discret à celui de la T. melanosporum.
Elle croît en haute altitude (vers 3 000 mètres) et en symbiose le plus souvent avec des pins ou des arbrisseaux. Sa récolte a lieu de la mi-novembre jusqu'à la fin janvier ou mi-février. Décrite pour la première fois dans les années 1890, elle ne fut redécouverte commercialement qu'en 1994 par un groupe de Japonais, amateur de champignons, qui recherchait des matsutakes (Tricholoma matsutake). Sa très grande ressemblance avec la T. Melanosporum et sa capacité à absorber les odeurs voisines perturbèrent rapidement les marchés aux truffes dès la fin des années 1990.
Si le commerce de la truffe chinoise n'est pas illicite, la fraude consistant à la vendre comme étant T. melanosporum l'est. Sans qualité gustative et odorante particulière, elle est transformée en champignon noir à l’aide de quelques gouttes de parfums synthétiques. Des escrocs profitent ainsi de sa très grande ressemblance avec la T. melanosporum pour la vendre 100 fois moins cher que le champignon occidental avec qui elle est mélangée. Sa consommation ne présente pas de danger mais son intérêt gastronomique est faible et voisin de la truffe d'été. En 2009, la Chine aurait produit quelque 300 tonnes de T. indicum, dont 10 % auraient été importées vers la France où la consommation est près de 50 tonnes de truffes par an.
Il vaut mieux donc la « canifer » (couper) avant de l'acheter, afin de vérifier si le veinage est bien celui d'une T. melanosporum. Si le marchand n'a rien à se reprocher, il le fera de lui-même s'il sent que vous hésitez. Il est à noter que des charcutiers-traiteurs l'utilisent souvent comme décoration. Une étude génétique récente a montré que le moindre goût de la truffe chinoise est dû à son espèce alors que les autres espèces, comme T. melanosporum, ont un goût qui varie en fonction de sa maturité.
De plus la crainte de la voir polluer les marchés s'est estompée, la France n'en important que de moins en moins, depuis que les Chinois les consomment sur place et ne les expédient que vers des pays où cette truffe peut encore faire illusion gastronomiquement.

### Autres «truffes»

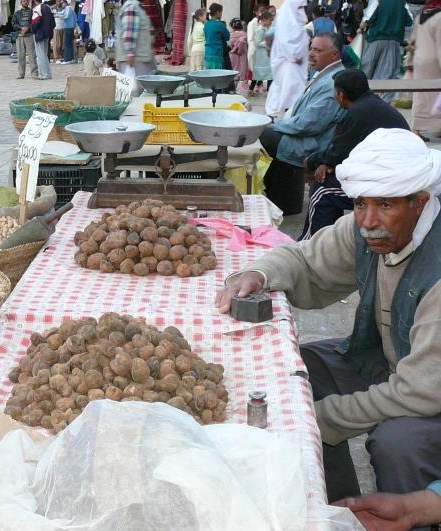
Terfesses,
truffes blanches dites Belhourech.

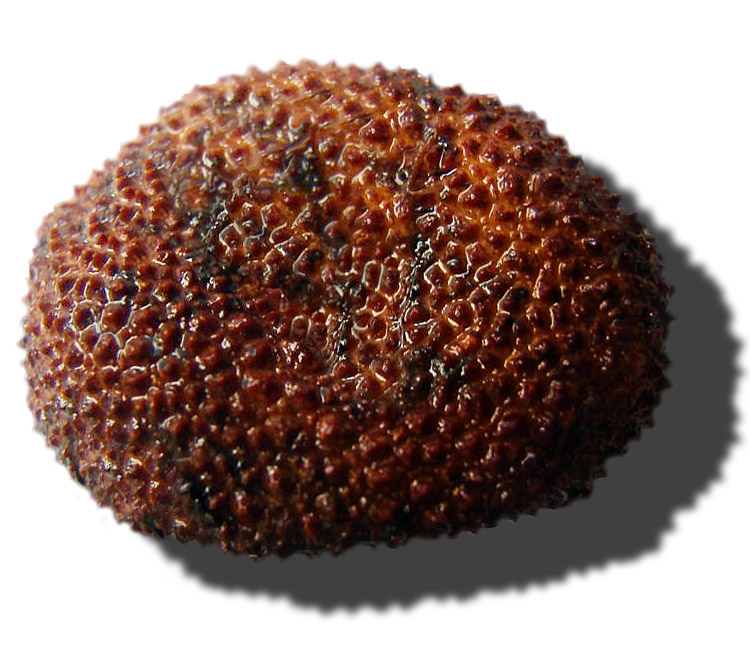
Elaphomyces granulatus.

Elaphomyces granulatus est le nom scientifique d'un autre champignon à fructification souterraine très rare, appelé « truffe du cerf ». Il n'est pas recherché par l'Homme, mais est très apprécié de nombreux animaux, dont les sangliers et les écureuils.
Terfesse, Terfèze, Terfez, Terfès, truffe des sables ou encore truffe du désert sont des appellations commerciales d'espèces comestibles de champignons souterrains apparentés à la truffe, qui poussent notamment dans les pays de l'Afrique du Nord, tels que l'Algérie, la Tunisie et le Maroc.

## Trufficulture

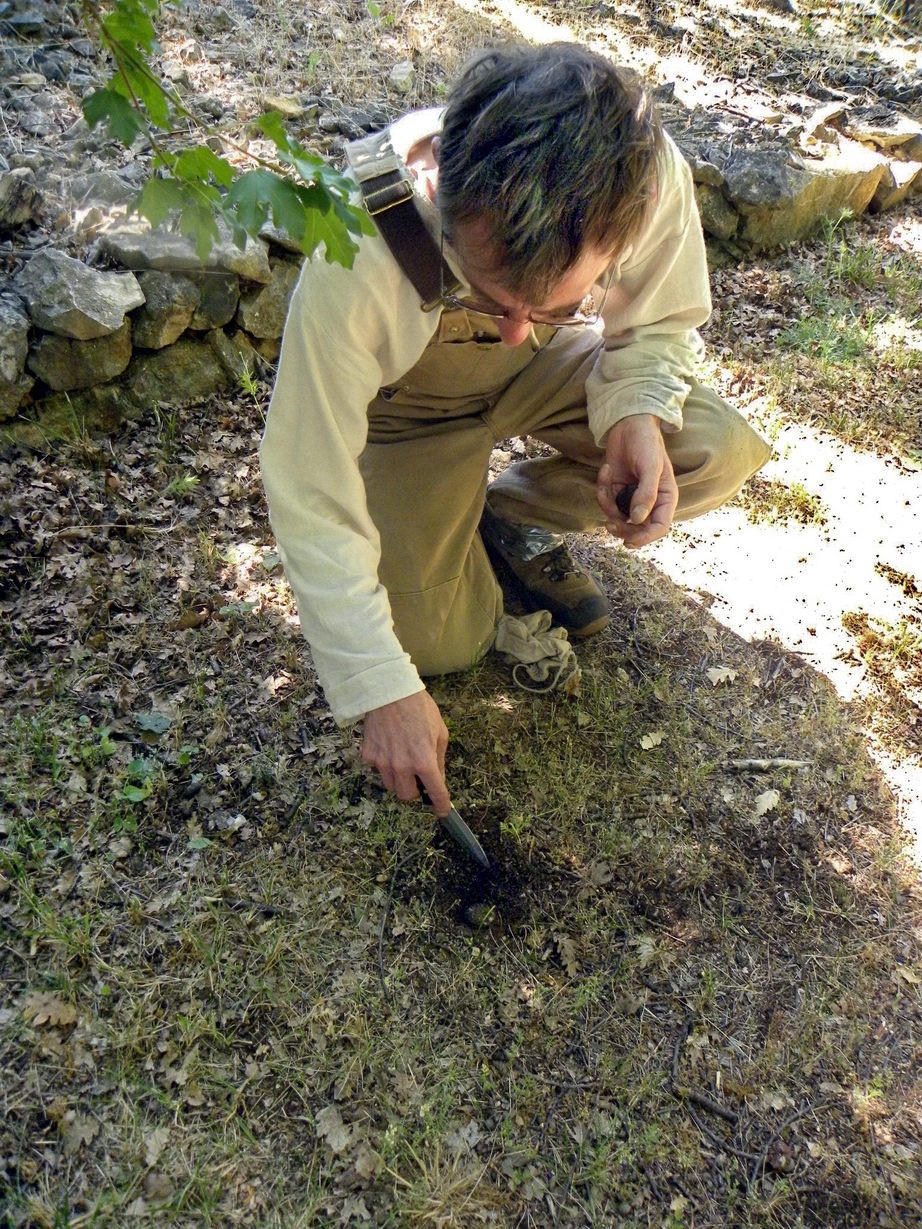
Cueillette de la truffe en Provence.
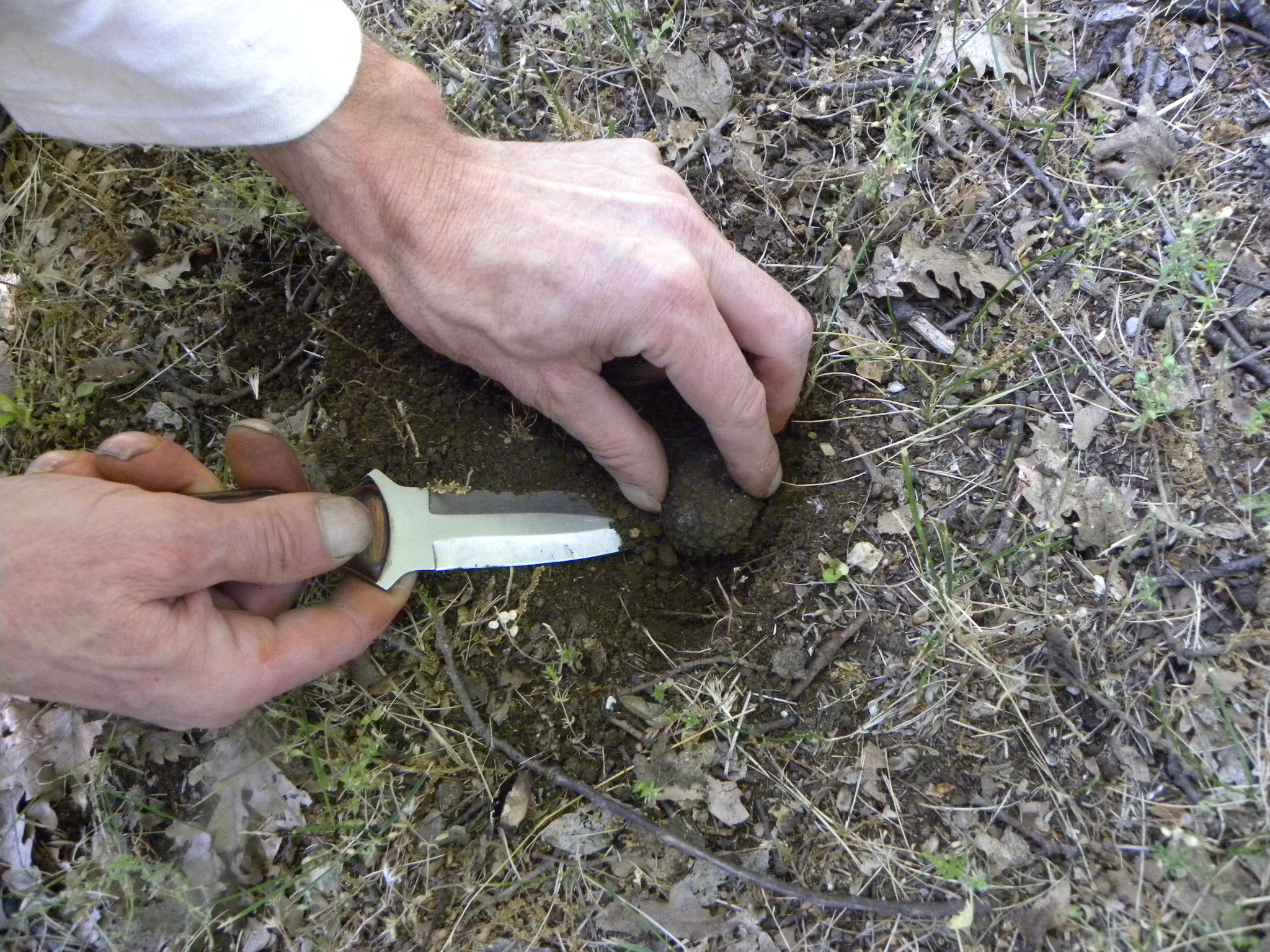
Cueillette de la truffe à Mons dans le Var.

La truffe sauvage est récoltée au voisinage des chênes (chênes pubescents, chênes verts, chênes rouvres) mais aussi des noisetiers et des charmes, des pins noirs d'Autriche, et plus rarement des hêtres, des prunelliers, des aubépines ou des troènes… Les terroirs truffiers sont des terrains calcaires variés (le pH est toujours supérieur à 7) et bien drainés. Depuis les années 1980, des tentatives de cultures sont faites dans presque toutes les régions calcaires.
Il y aurait environ 20 000 trufficulteurs en France. Ils regroupent des agriculteurs qui plantent, avec un succès inégal — avec un appui scientifique (de l’INRA notamment), lequel prépare aussi l’exportation de la culture de la truffe en Nouvelle-Zélande —, et des caveurs (ou rabassiers) qui ramassent le champignon.
Une vingtaine de négociants opèrent en France (plus une vingtaine de conserveurs). Ils achètent dans les marchés agricoles de gros. Ils gardent leur chiffre d’affaires secret, mais les spécialistes l'estimaient à environ 30 millions de FRF (4,5 millions €) en 1995.
La culture des truffes dans des truffières aménagées et cultivées s'est fortement développée, au point de fournir aujourd'hui 80 % des truffes françaises du marché.
Les « caveurs » ou « rabassiers » (ramasseurs de truffes) utilisent traditionnellement pour le cavage (le ramassage des truffes) des truies (cochon truffier) et des mouches (mouches truffigènes). Ils utilisent de plus en plus des chiens (chien truffier) plutôt que le cochon qui est plus difficile à contrôler (truffes non détectées ou dévorées) et utiliser (transport malaisé et moins discret, les voisins pouvant suivre plus facilement le caveur sur son coin à truffes). Ces chiens sont spécifiquement éduqués à chercher les truffes,.

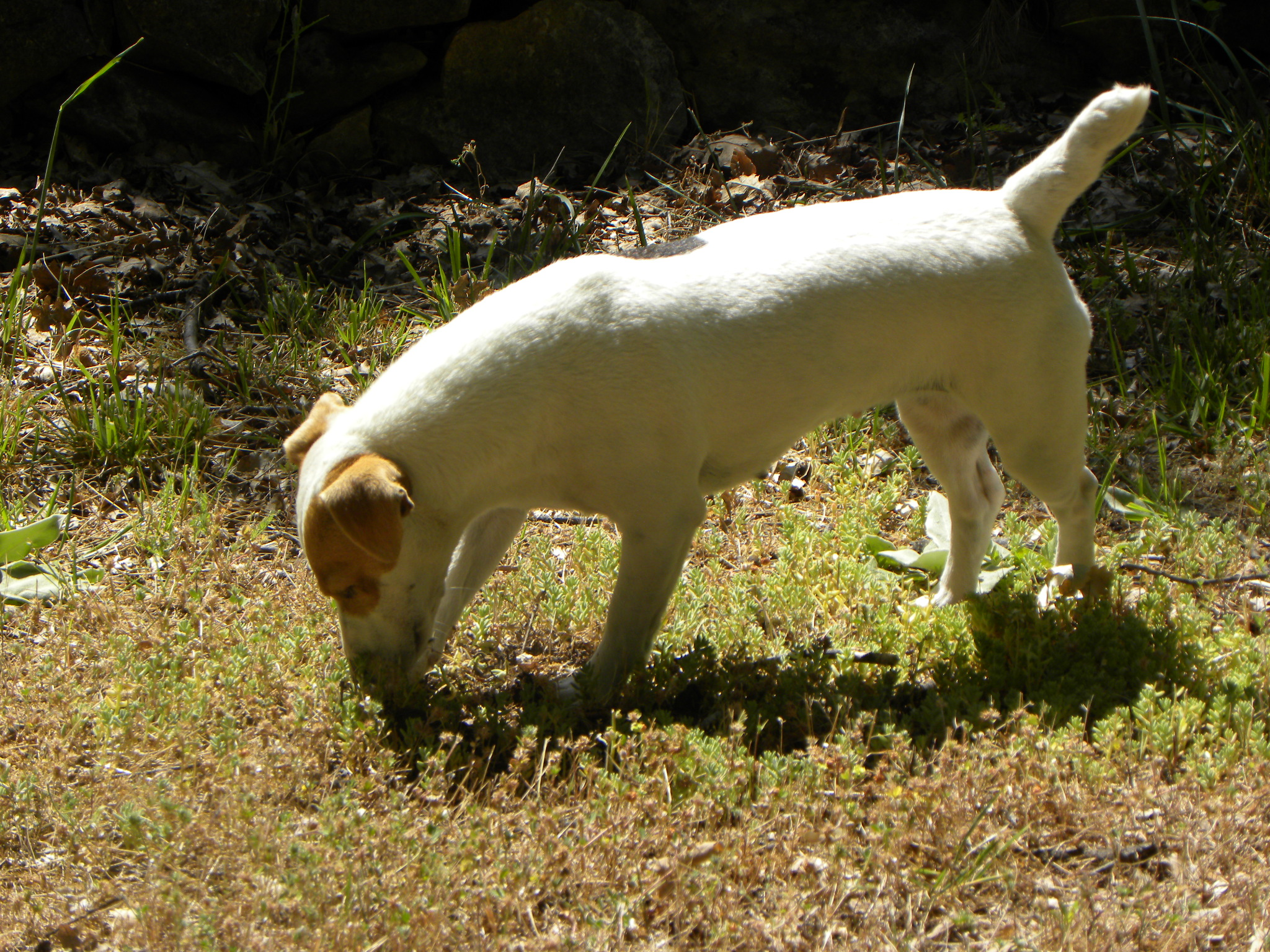
Chien truffier en action.
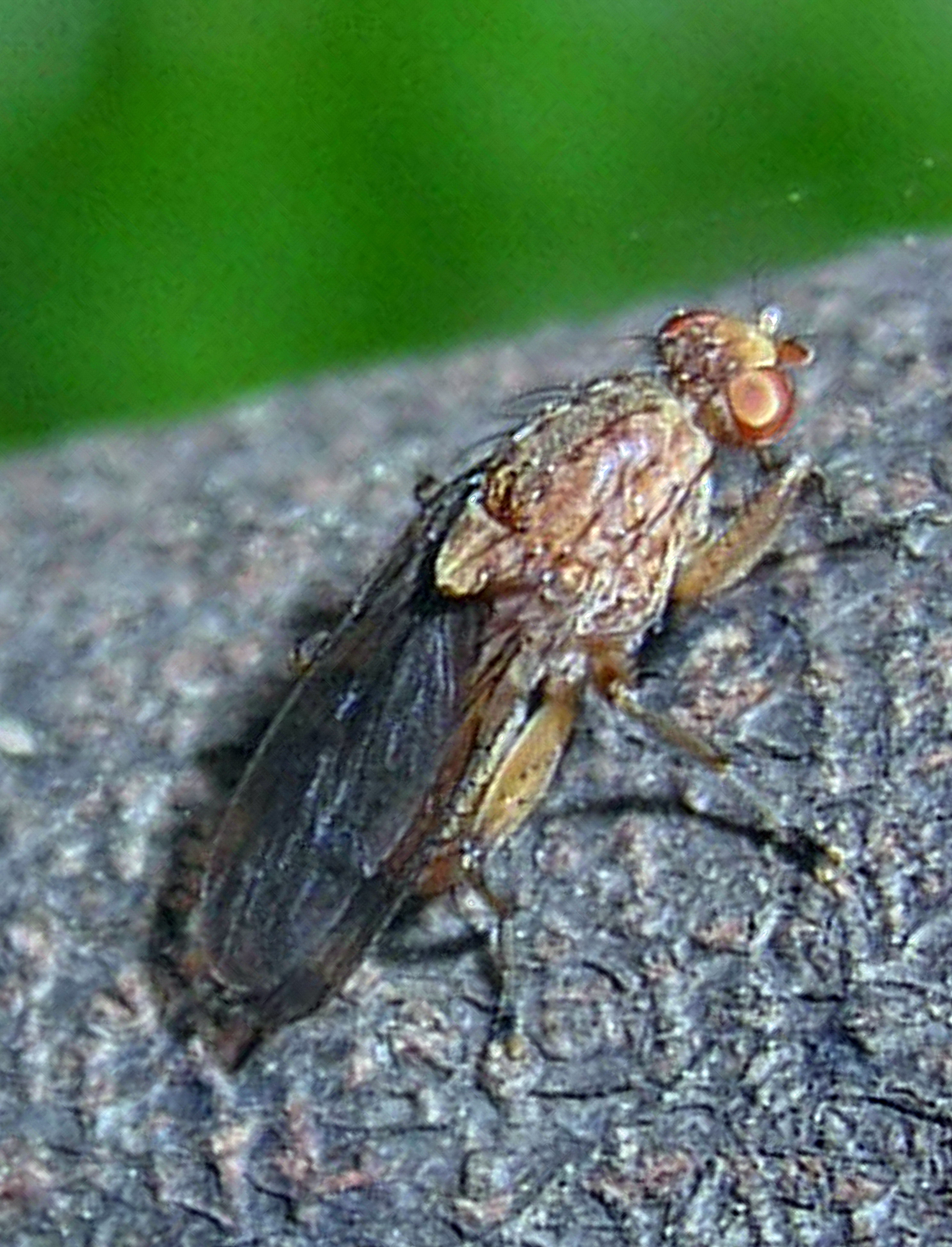
La mouche à truffes : Suillia fuscicornis.
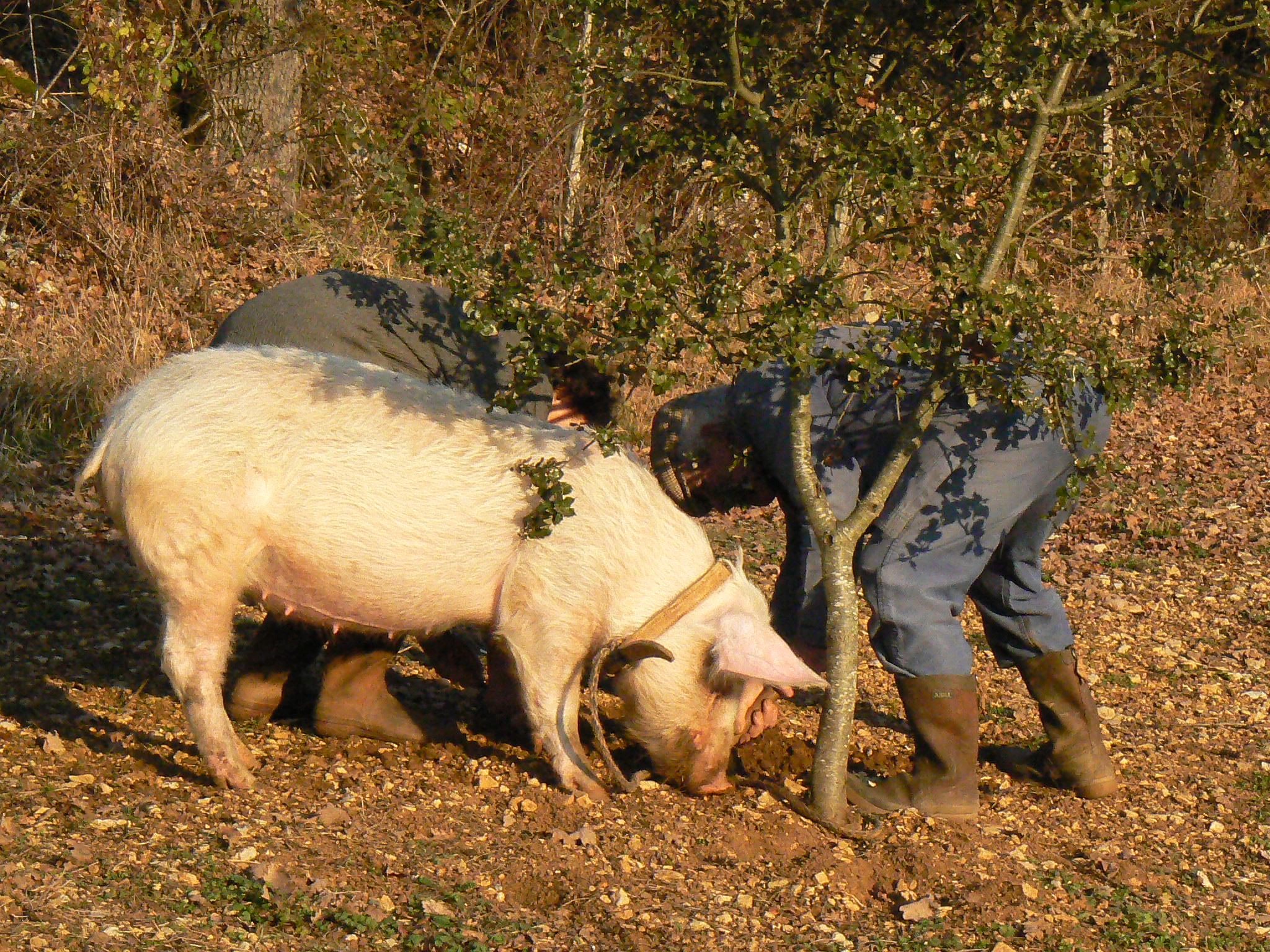
Cochon truffier.

Les anciens préfèrent chercher « à la mouche ». Il existe trois espèces principales : Suillia fuscicornis en Provence, Suillia gigantea au nord de la Loire, ainsi que Suillia humilis. Une fois la truffe repérée, le caveur l'extrait avec précaution du sol à l’aide d’un piolet nommé cavadou, en essayant de ménager les couches de sol pour que le mycélium reconstitue d'autres truffes les années suivantes, chacun ayant ses recettes et ses secrets pour le dressage ou pour la recherche et collecte du précieux champignon.

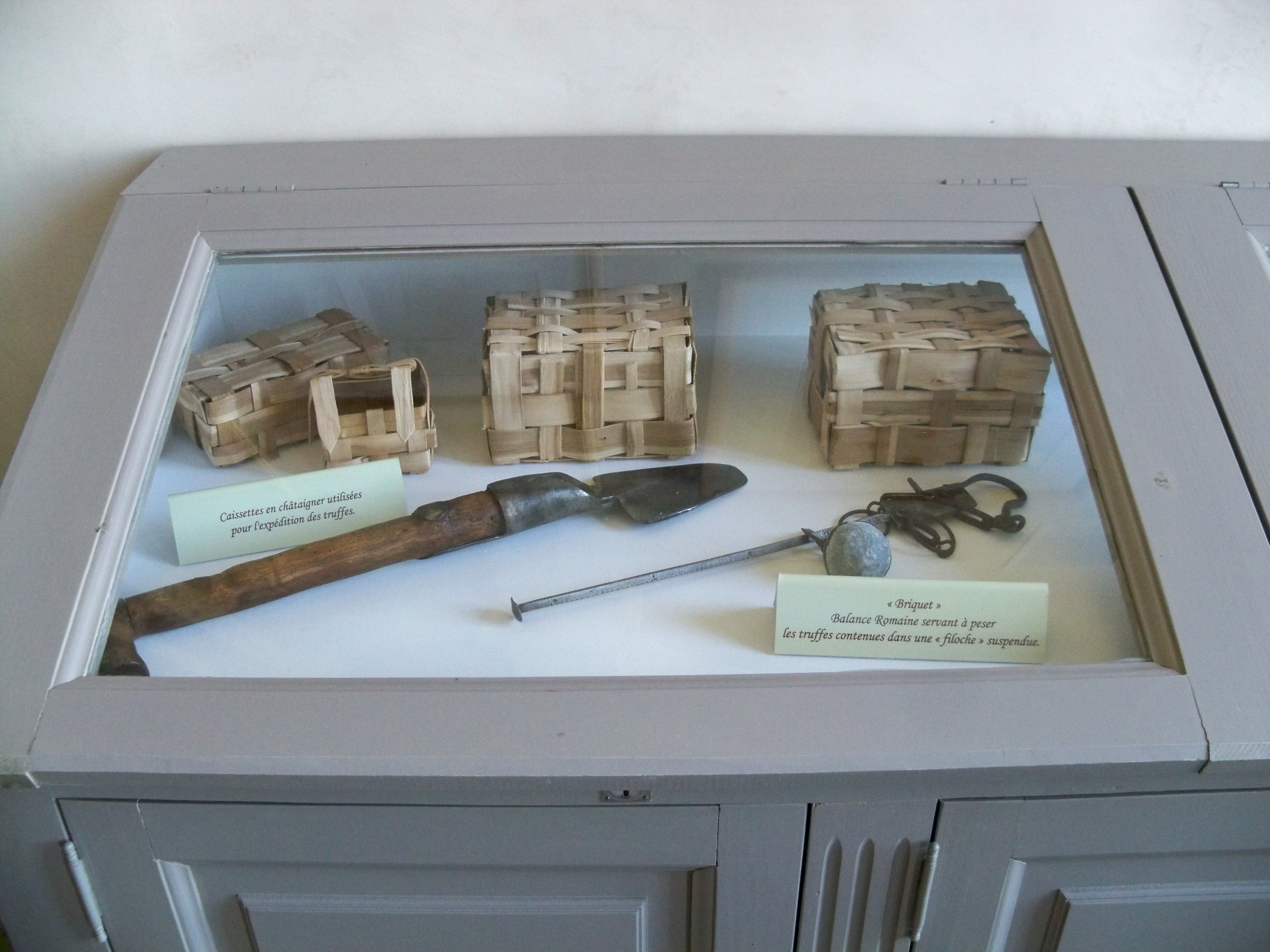
Cavadou (petite pelle) et caissettes.
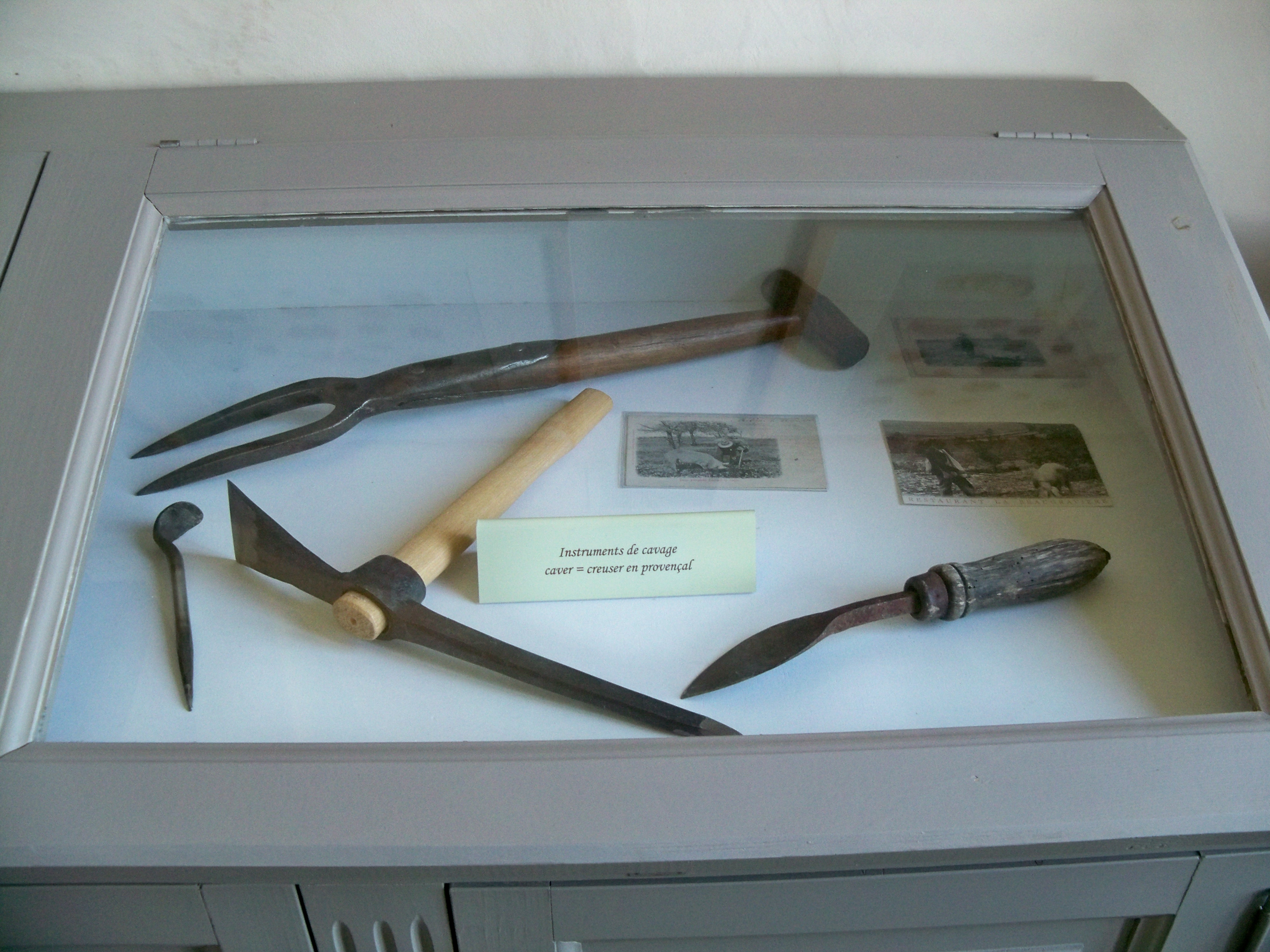
Différents cavadous.

### Truffière

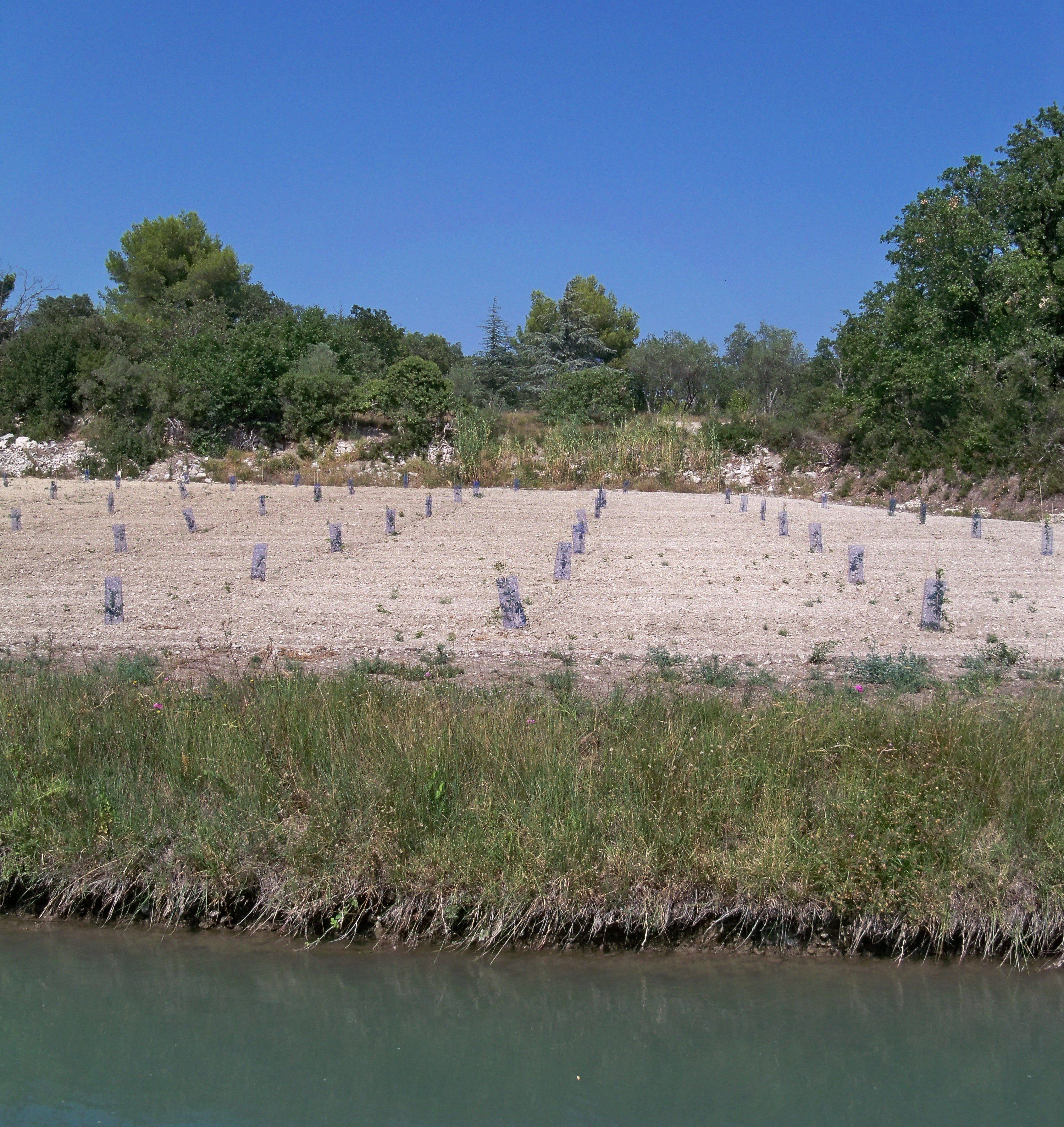
À Velleron, plantation d'une truffière à la place d'une pelouse calcicole, le long du canal de Carpentras.

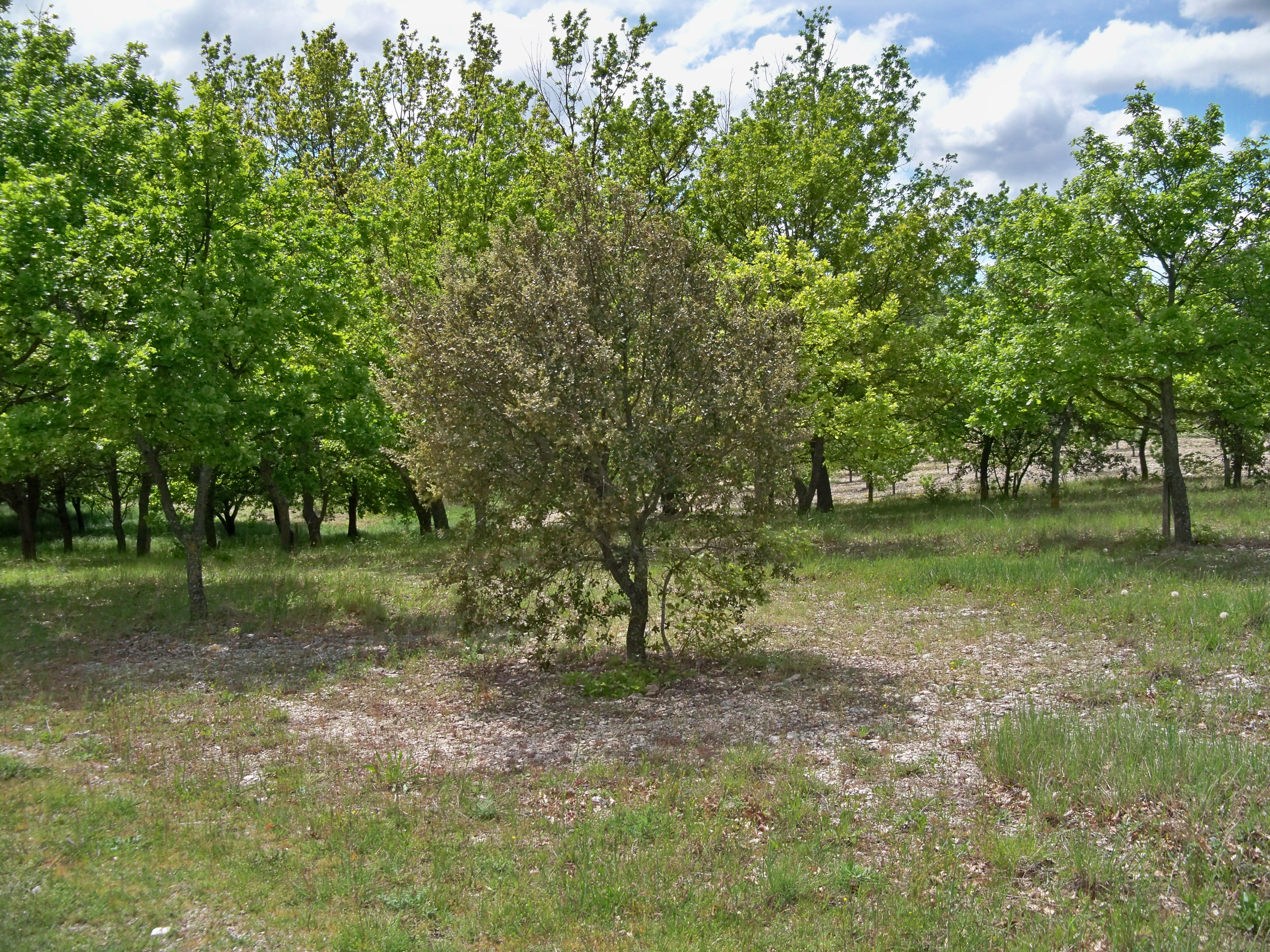
À Beaumont-du-Ventoux, truffière en plein rendement. Les truffes peuvent se récolter au niveau des zones à brûlé ou brûlés.

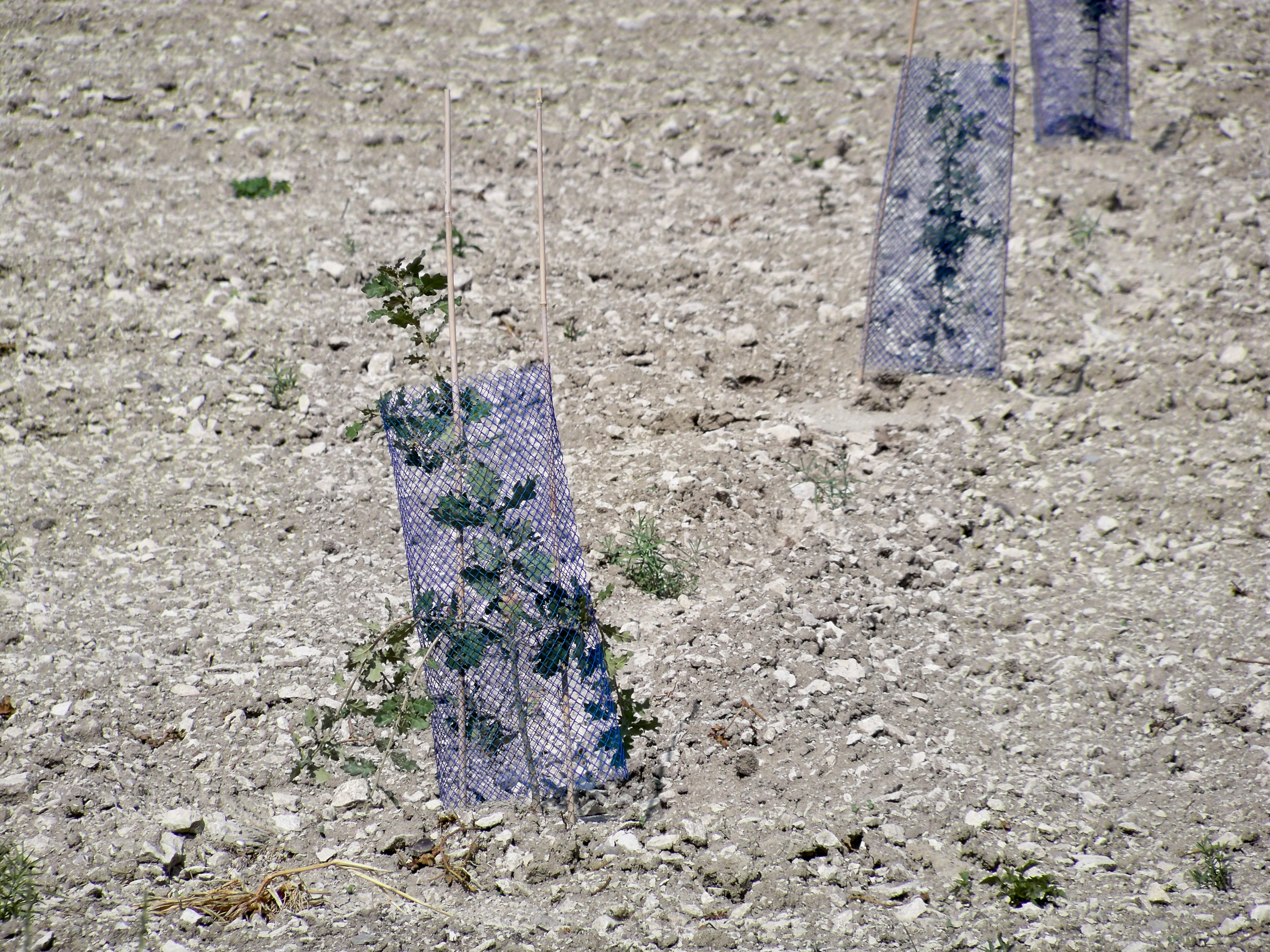
Protection des jeunes truffiers contre la voracité des lapins et des lièvres.

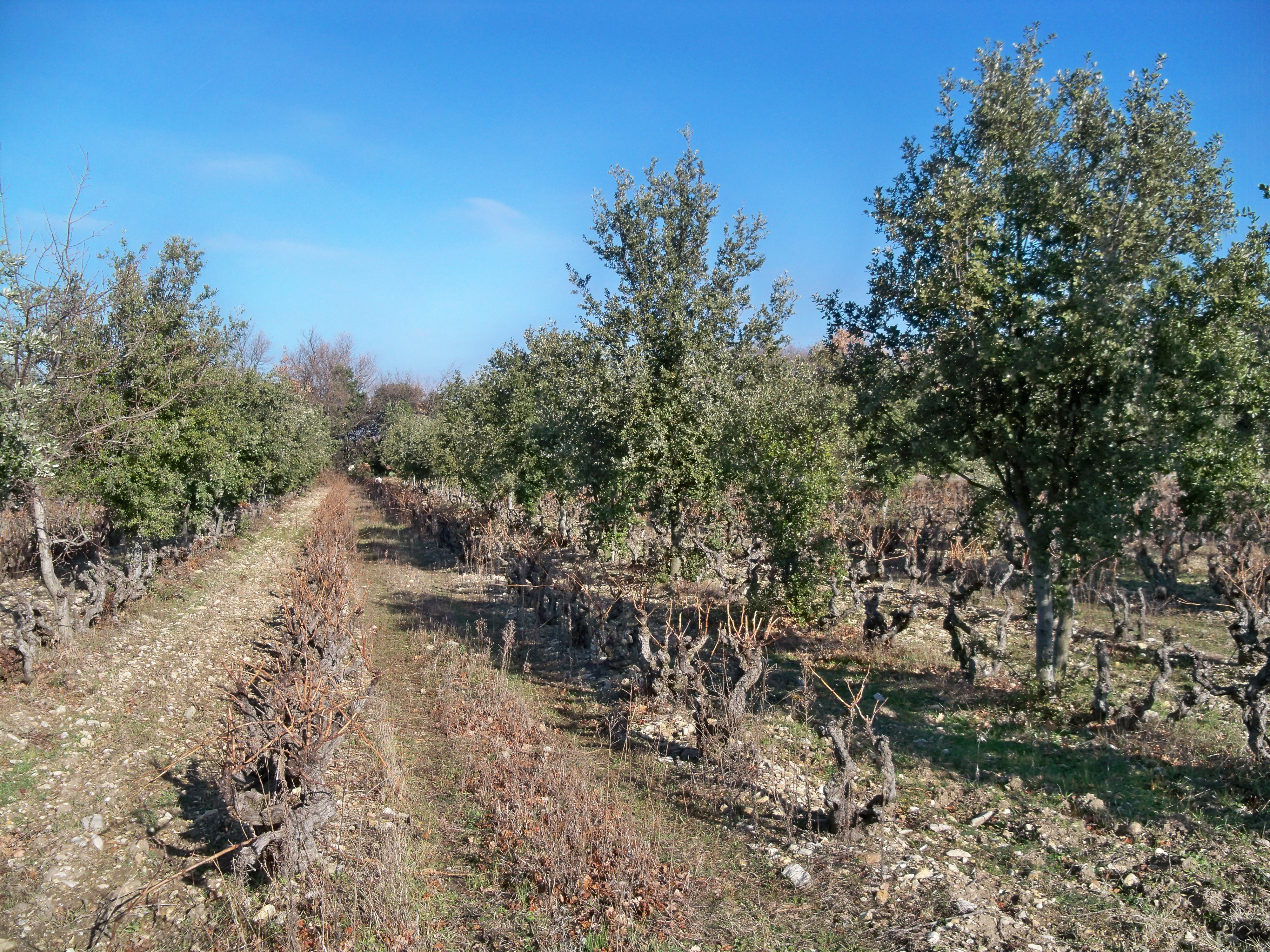
Vignes porte-greffes et chênes truffiers à Richerenches.

L'implantation d'une truffière se fait toujours sur une parcelle de terre présentant un minimum de critères favorables pour la truffe. Les terres en jachère ou colonisées par des pelouses calcicoles sont très recherchées. Par contre les plantations sur terrains boisés récemment défrichés sont à proscrire car les truffiers se retrouveraient assaillis par d’autres champignons.
De nombreuses parcelles nouvellement plantées le sont près du lieu d’habitation pour des raisons de surveillance contre les intrus. Autre avantage, pour des plants truffiers qui sont de plus en plus irrigués, les apports en eau en sont facilités. L’exposition de la parcelle est nécessairement prise en compte, la truffe étant un champignon thermophile, elle ne supporte ni les terrains trop ombragés, ni ceux exposés au nord, ni les fonds de combes. Elle leur préfère des champs à pente douce exposés sud, sud-ouest ou sud-est.
Il est théoriquement interdit d'installer une truffière dans un vignoble. Seule existe une possibilité de conserver des vignes avant des opérations d’arrachages, lorsque ces parcelles sont déjà complantées avec des plants mycorhizés. Mais plusieurs trufficulteurs étant persuadés de l’effet bénéfique de la proximité de la vigne sur la production de truffes, ils ont obtenu l'autorisation de plantation de porte-greffes de vigne (non productifs) dans des truffières.
Le choix des plants (essences d’arbres et plants mycorhizés) est primordial ainsi que leur densité de plantation (nombre de plants par hectare). Ce sont les chênes pubescents et les chênes verts qui sont majoritairement utilisés. Quelques tilleuls, pins, charmes ou cistes peuvent éventuellement être implantés à une échelle moindre. Le cas du noisetier est un peu à part. Si cette essence a démontré ses capacités à produire des truffes, elle semble donner sa préférence T. brumale (une bonne truffe) plus qu'à T. melanosporum (une excellente truffe).
La densité de la plantation dépend avant tout de la nature du terrain. En sol profond, il est conseillé de planter peu serré surtout en cas d'irrigation des truffiers. Si la plantation est faite dense, moins de 20 m2 par arbre, elle permet généralement une production précoce mais nécessite une taille annuelle des arbres.

### Appellations sans préservation administrative

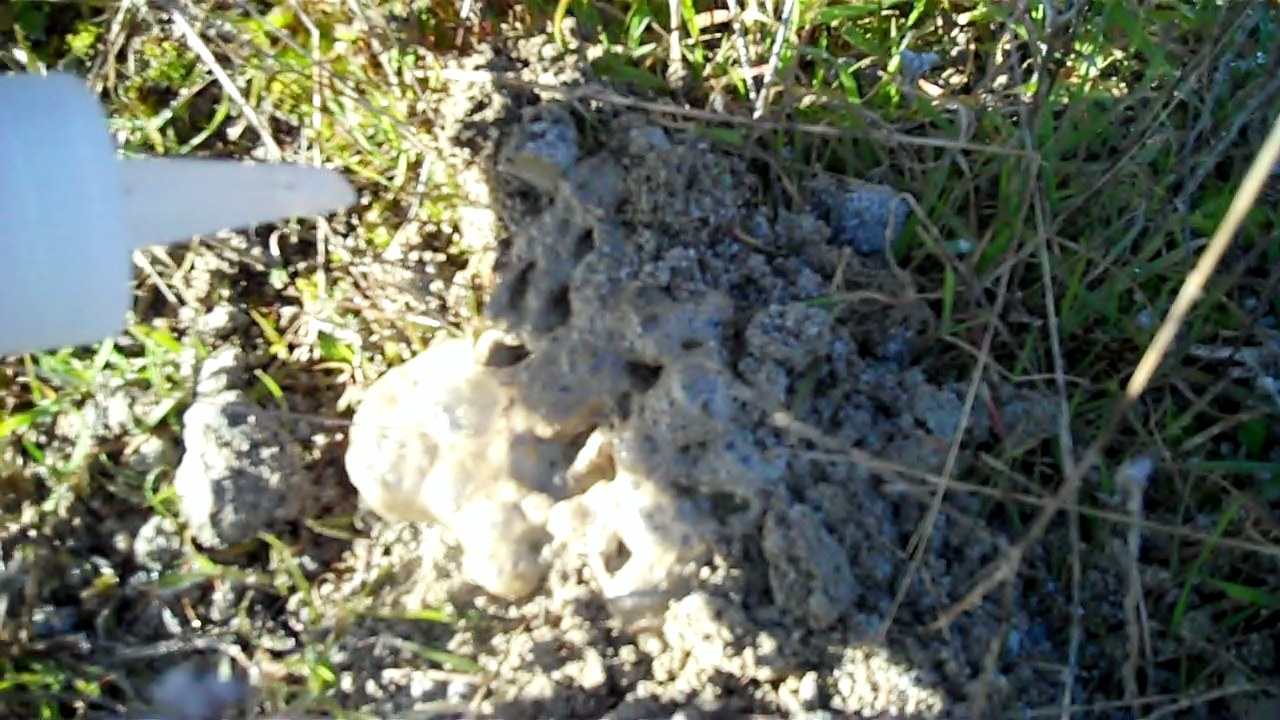
Test à l'acide pour déterminer le potentiel calcaire d'un sol et son aptitude à accueillir une truffière.

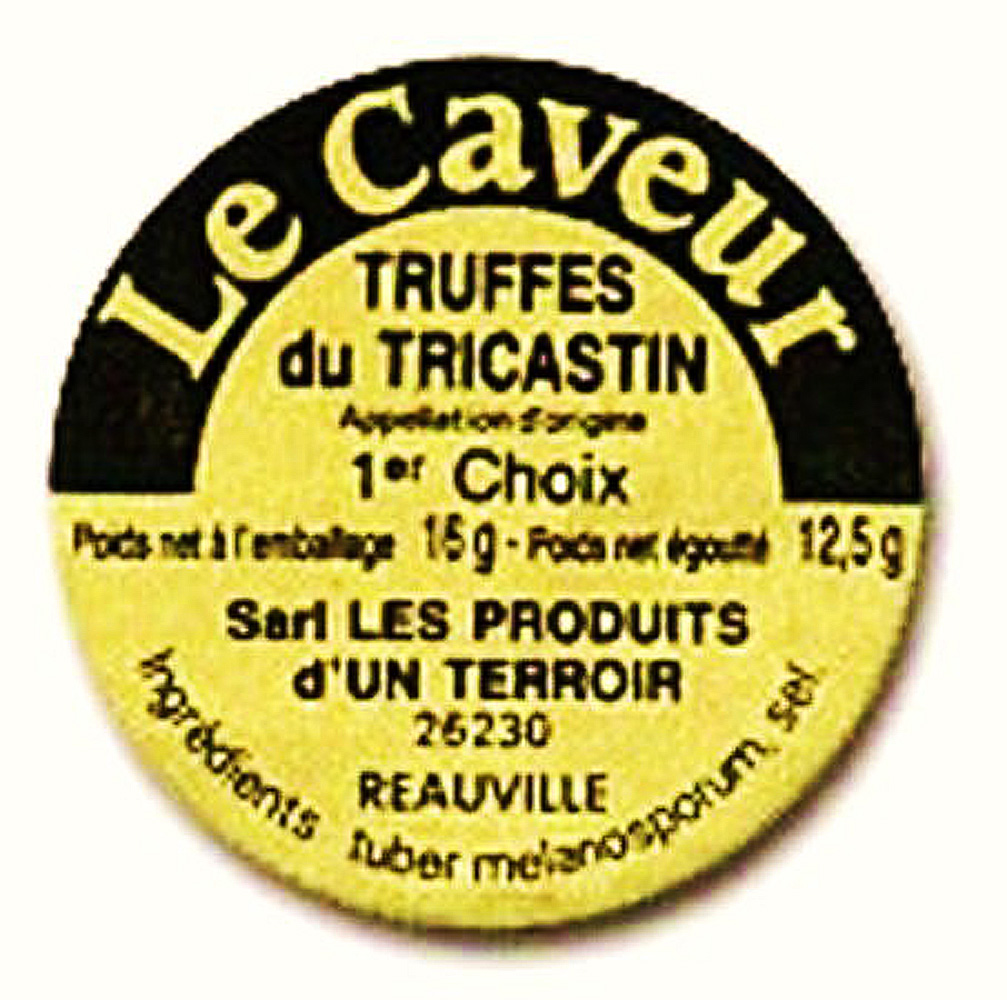
Tentative avortée d'obtenir une préservation de l'appellation d'origine « truffes du Tricastin ».

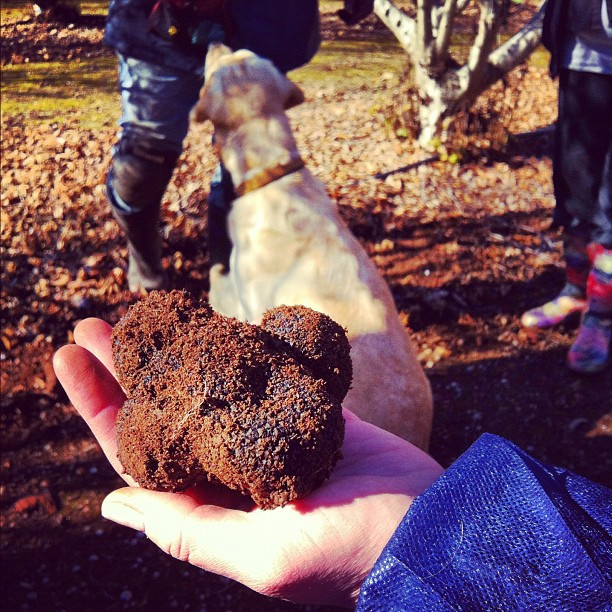
Tuber melanosopum d'Australie.

La truffe se développe en symbiose avec différentes essences d'arbres. La pédologie et l'orographie d'une parcelle de terre n'a absolument pas le même impact sur elle que sur les vins par exemple. Il n'y a pas de variation de qualité selon sa région de production mais, au contraire, une grande similitude qu'elle vienne d'Espagne, d'Italie ou de France. Seuls comptent pour son développement le sol, généralement calcaire mais pas toujours, le pH qui doit tourner autour de 8 et le climat de type méditerranéen, donc relativement tempéré. Ce qui n'empêche pas l'Australie de fournir d'excellentes T. melanosporum avec des sols tout à fait différents.
De plus, la seule variable qui influe sur la truffe durant sa période de croissance est le climat. Ce qui explique les quantités différentes mise en marché chaque année. Mais pas plus que le lieu de production, les différences climatiques ne portent préjudice ni à la morphologie de la truffe ni à ses qualités gustatives. Ces conditions de production expliquent déjà en partie pourquoi il ne peut y avoir de préservation des appellations d'origine. Peut faire illusion l'appellation « truffe du Périgord ». Cette appellation d'origine est, en fait, employée comme nom générique au même titre que « chou de Bruxelles » ou « champignon de Paris ». Un autre point, et non des moindres, qui empêche toute protection d'appellation par un label réside dans le fait que, contrairement aux autres productions agricoles, il n'y a pas, pour la truffe, de déclaration de récolte dans les différents lieux de production, sa récolte étant le résultat aléatoire d'une cueillette et non d'une culture avec un rendement à l'hectare. Ce qui fait que le tonnage des truffes mis en marché, tant au point de vue régional que national, reste faible et « s'il était créée une appellation d'origine contrôlée, elle serait vite incontrôlable. Toutes les truffes du monde entier viendraient se faire baptiser dans cette région ».

## Commerce de la truffe

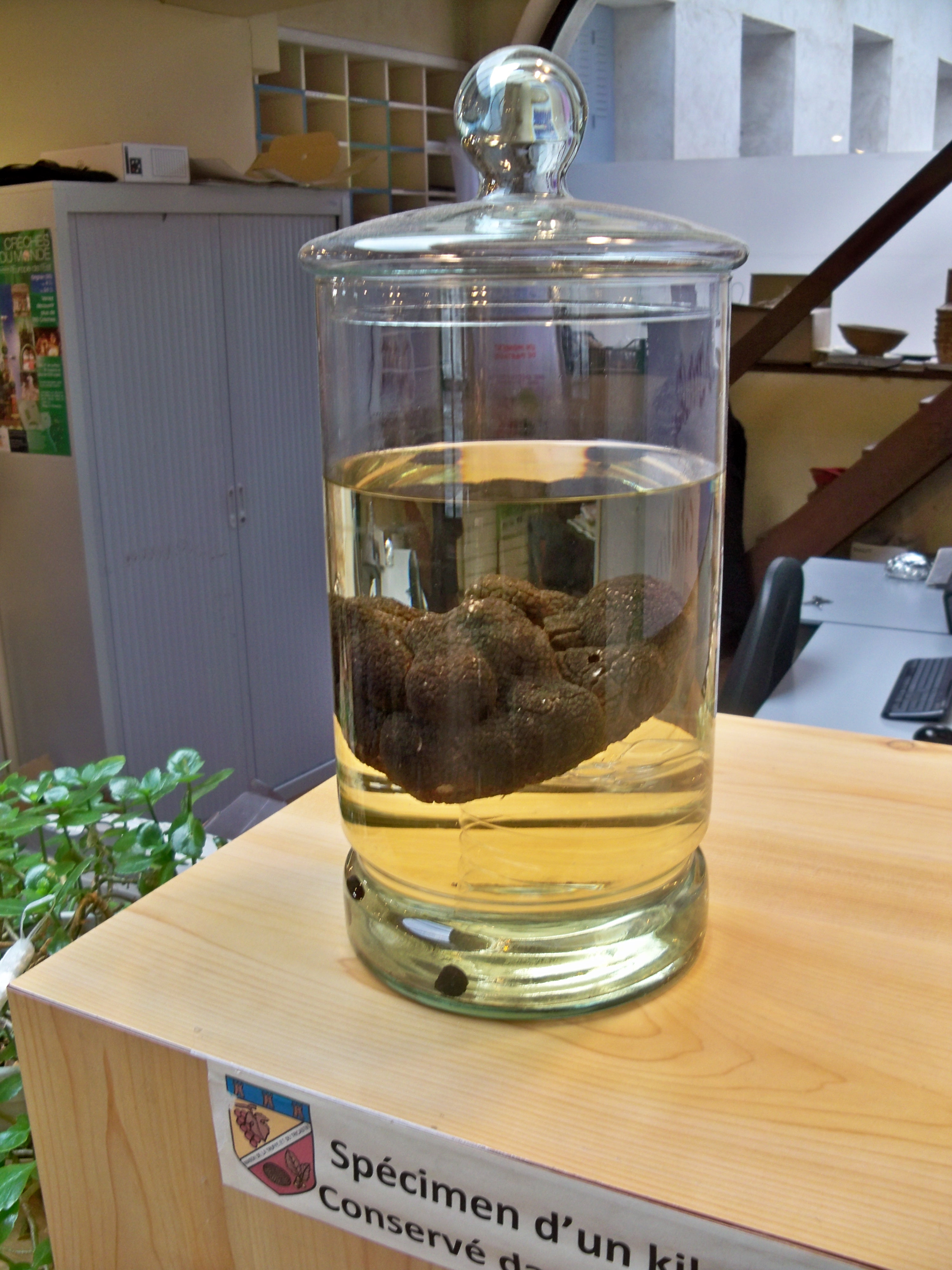
Truffe du Tricastin d'un kilo.

### Prix

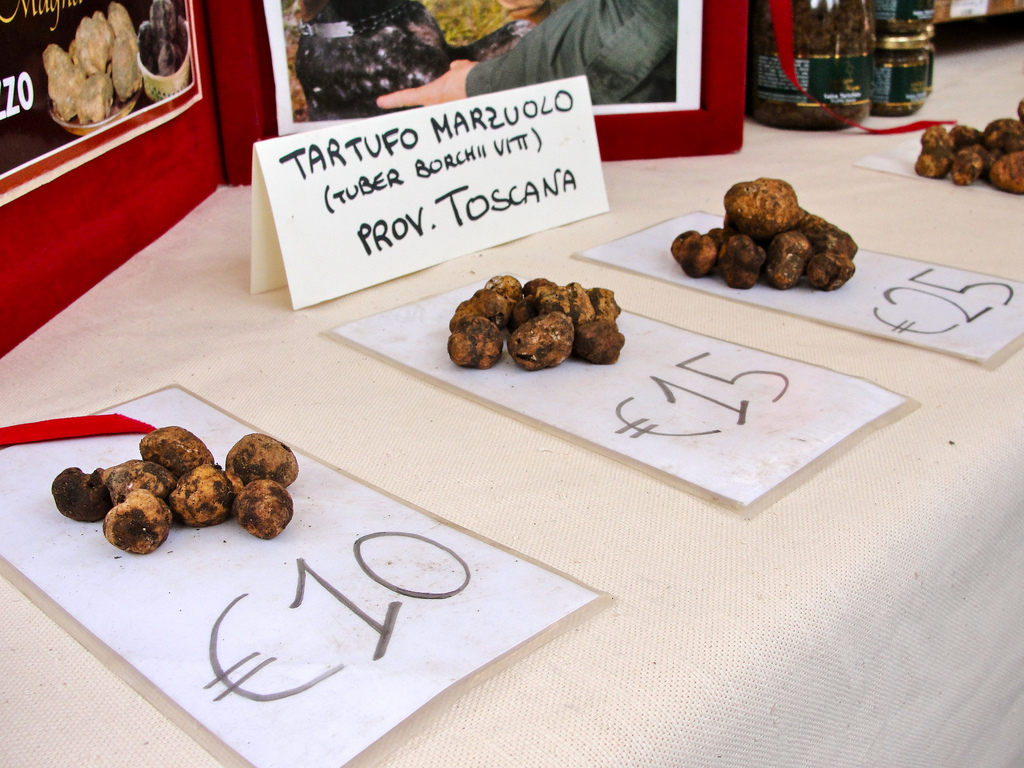
Truffes de Toscane, tuber borchii vitt. ou tuber albidum Pico, dite truffe blanche de mars.

Le coût d'une truffe de qualité sur le marché dépend de sa taille, de son espèce et de sa qualité. Il peut atteindre de 75 € les 100 grammes à plusieurs milliers d'euros pour les truffes communes, ce qui leur donne déjà l’image d’un produit de luxe. La rare truffe blanche d’Alba qui ne pousse que dans le Piémont (Italie) a atteint en 2005 les 4 000 €/kg, après avoir dépassé les 15 000 €/kg les années de mauvaise récolte. Les records de prix sont battus lors de la vente aux enchères qui clôt la foire de la Truffe blanche qui se déroule entre octobre et novembre. Elle se tient dans la salle des Masques du château de Grinzane et les acheteurs du monde entier y participent grâce à une liaison par satellite. Dans l'édition 2010, treize truffes ont été vendues pour un total de 307 200 €. Le record revient à deux truffes, l'une a été vendu à Hong Kong pour 105 000 €, l'autre à Grinzane pour 100 000 €. Il est à souligner qu'en 2009 un restaurateur de Hong Kong s'est adjugé une truffe de 750 grammes pour 100 000 €.
La truffe noire dite du Périgord (Tuber melanosporum) est la plus recherchée en France. Le Sud-Est (Vaucluse, 1er département français producteur, Gard, Drôme, Alpes-de-Haute-Provence, Var) assure 70 % de la production contre 30 % pour le Sud-Ouest (Lot) et de façon moindre du Centre-Ouest. La production s'étale de mi-novembre à mi-mars. L'optimum de la qualité est atteint à la fin décembre. Le cours de la truffe varie chaque semaine en fonction des conditions météorologiques.

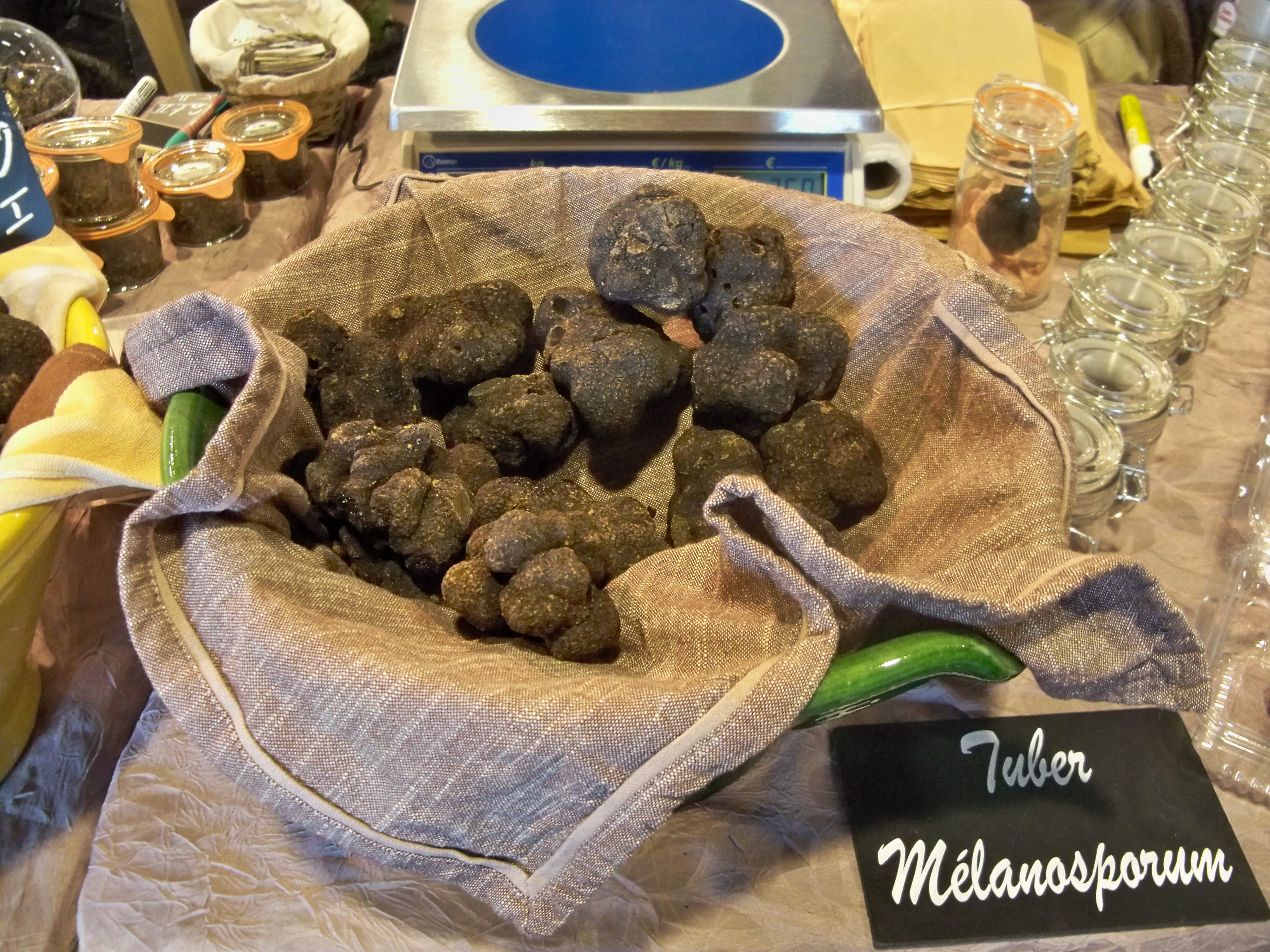
Tuber melanosporum
au marché de Carpentras.

Au cours de la campagne, entre seize et dix-neuf semaines, les prix pratiqués sur le marché aux truffes de Carpentras servent de référence aux autres marchés. Carpentras est depuis des décennies ce marché de référence en France, tant par la quantité que par la qualité de ses truffes et le respect des normes. Il y existe en fait deux marchés, celui des professionnels (restaurateurs, courtiers, conserveurs....), et celui des particuliers. Les détaillants en tirent une marge confortable, puisque la tuber melanosporum achetée sur le marché de gros peut doubler son prix vendue au détail. En conserve, en 2005, les 100 grammes de truffes noires brossées extra pouvaient dépasser les 150 € (1 590 €/kg). Cette différence importante vient du fait que la truffe est débarrassée de sa terre (environ 10 %) et que la vente est sérieusement contrôlée tant sur l'origine, l'espèce et la qualité.La truffe se paye le plus souvent en espèces et les trufficulteurs sont peu loquaces sur leurs revenus[réf. à confirmer].
Sur le marché de gros, les tables mises à disposition des participants permettent de longues et discrètes négociations. En effet, les deux variétés communes melanosporum et brumale sont souvent vendues ensemble alors qu'elles ne représentent pas la même valeur marchande. De plus, le professionnel, par un tri visuel, privilégie les truffes entières ou de gros morceaux et repère à la main les possibles falsifications. C'est pour ces raisons qu'il est fortement déconseillé aux non-initiés d'acheter directement sur les marchés de gros.
| 1955 | 1956 | 1957 | 1958 | 1959 | 1960 | 1961  | 1962  | 1963  | 1977  |
| 30 F | 30 F | 50 F | 32 F | 40 F | 50 F | 110 F | 200 F | 100 F | 370 F |

En 2002, le prix moyen était de 390 €/kg, il atteignit 1 200 €/kg, en 2003, puis redescendit à 900 €/kg, en 2004. Le cours moyen de la truffe à Carpentras pour la campagne 2008/2009 a été de 368 €/kg pour un apport de 1 329 kg durant 19 semaines ; pour la campagne 2009/2010, de 508 €/kg[pas clair] pour un apport de 1 329 kg durant 17 semaines ; pour la campagne 2010/2011 de 496 €/kg pour un apport de 1 775 kg durant 16 semaines et pour la campagne 2011/2012 de 418 €/kg pour un apport de 4 861 kg durant 18 semaines. Pour ces quatre dernières campagnes, l'apport le plus important a été de 800 kg pour le marché du 2 janvier 2009, et le moins important de 7 kg pour celui du 12 mars 2008. Le cours record a été atteint avec 1 000 €/kg, le 16 décembre 2011, le cours le plus bas fut 80 €/kg le 21 novembre 2008. Le summum des cours moyens est de 850 €/kg, ce plafond a été atteint trois fois, les 12 et 5 mars 2010 ainsi que le 16 décembre 2011, le cours moyen le plus bas du marché a été de 110 €/kg le 21 novembre 2008.
| Date             | Quantité (kg) | Cours (€/kg) | Cours moyen (€/kg) |
| ---------------- | ------------- | ------------ | ------------------ |
| 4 mars 2011      | 40            | 600 à 700    | 650                |
| 25 février 2011  | 40            | 600 à 700    | 650                |
| 18 février 2011  | 80            | 650 à 750    | 700                |
| 11 février 2011  | 120           | 500 à 700    | 620                |
| 4 février 2011   | 90            | 550 à 700    | 620                |
| 28 janvier 2011  | 50            | 450 à 650    | 550                |
| 21 janvier 2011  | 120           | 400 à 500    | 460                |
| 14 janvier 2011  | 160           | 350 à 500    | 400                |
| 7 janvier 2011   | 180           | 230 à 350    | 280                |
| 31 décembre 2010 | 190           | 300 à 500    | 400                |
| 24 décembre 2010 | 150           | 500 à 650    | 560                |
| 17 décembre 2010 | 400           | 400 à 600    | 480                |
| 10 décembre 2010 | 300           | 400 à 550    | 480                |
| 3 décembre 2010  | 120           | 450 à 600    | 520                |
| 26 novembre 2010 | 90            | 220 à 400    | 300                |
| 19 novembre 2010 | 65            | 150 à 200    | 170                |

### Fêtes et marchés aux truffes

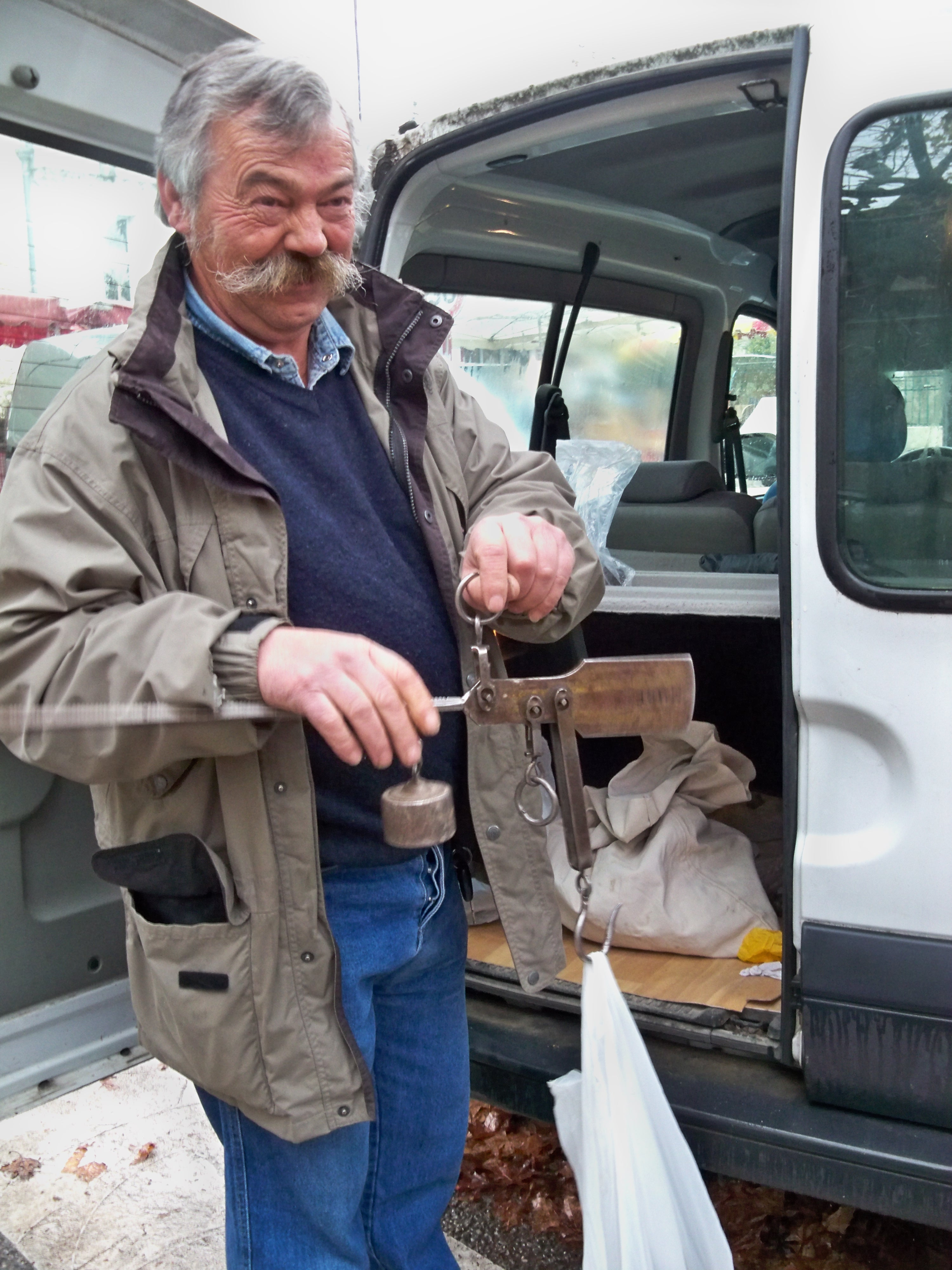
Pesée des truffes derrière le camion à Richerenches.

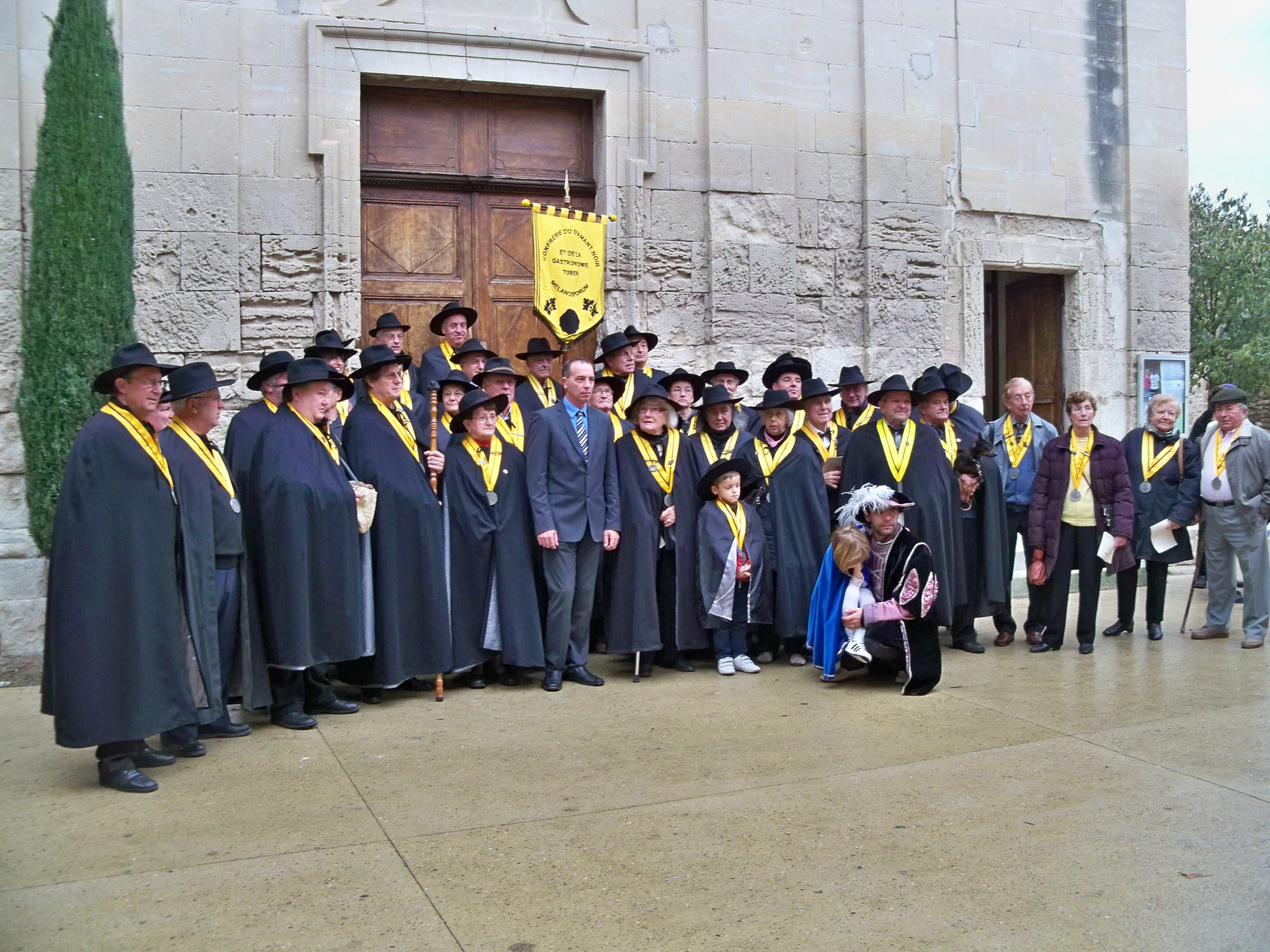
La confrérie du Diamant Noir
en grande tenue, à Richerenches.

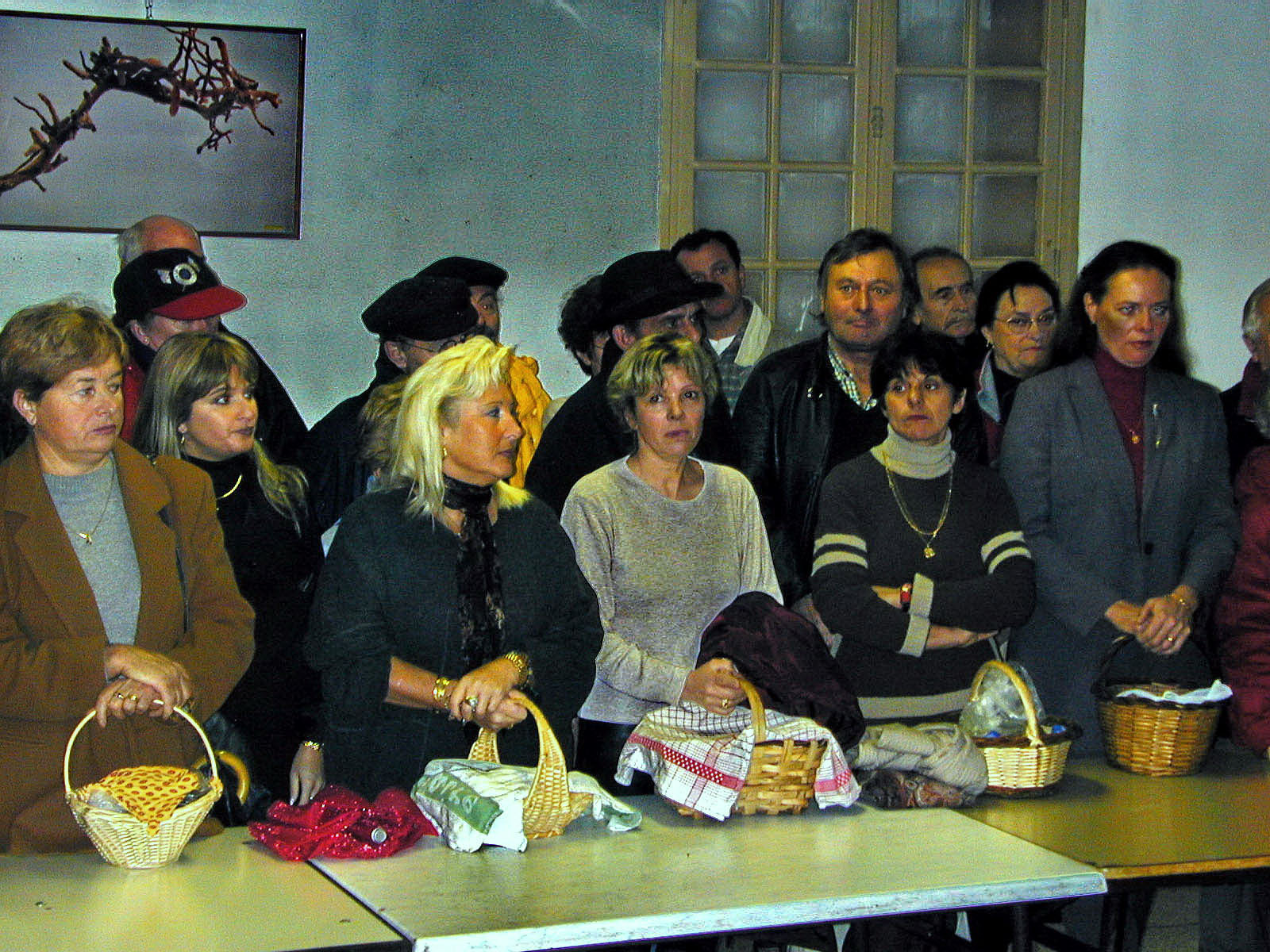
Marché aux truffes d'Aups :
le premier jeudi de décembre.

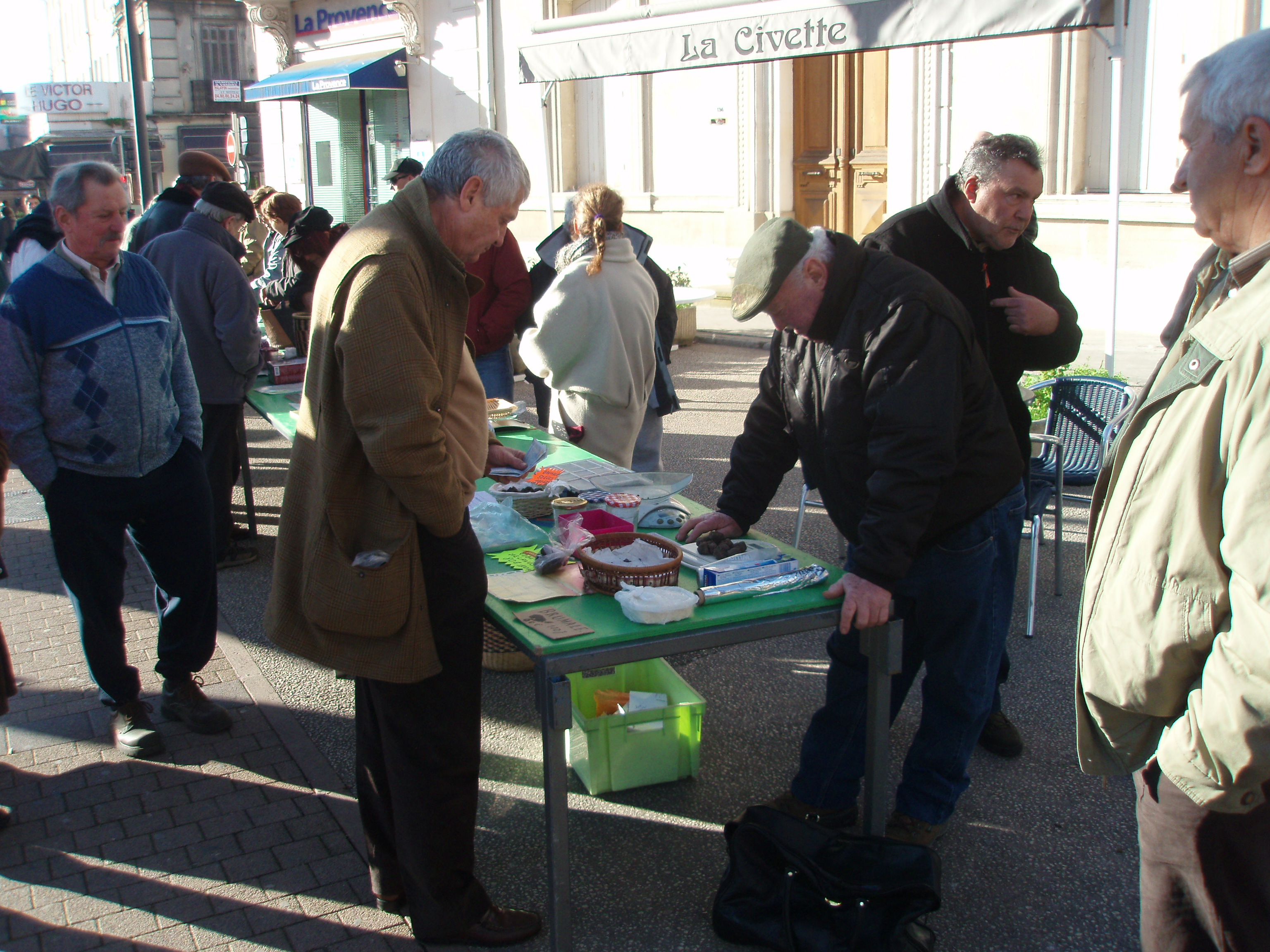
Marché au truffes de Carpentras.

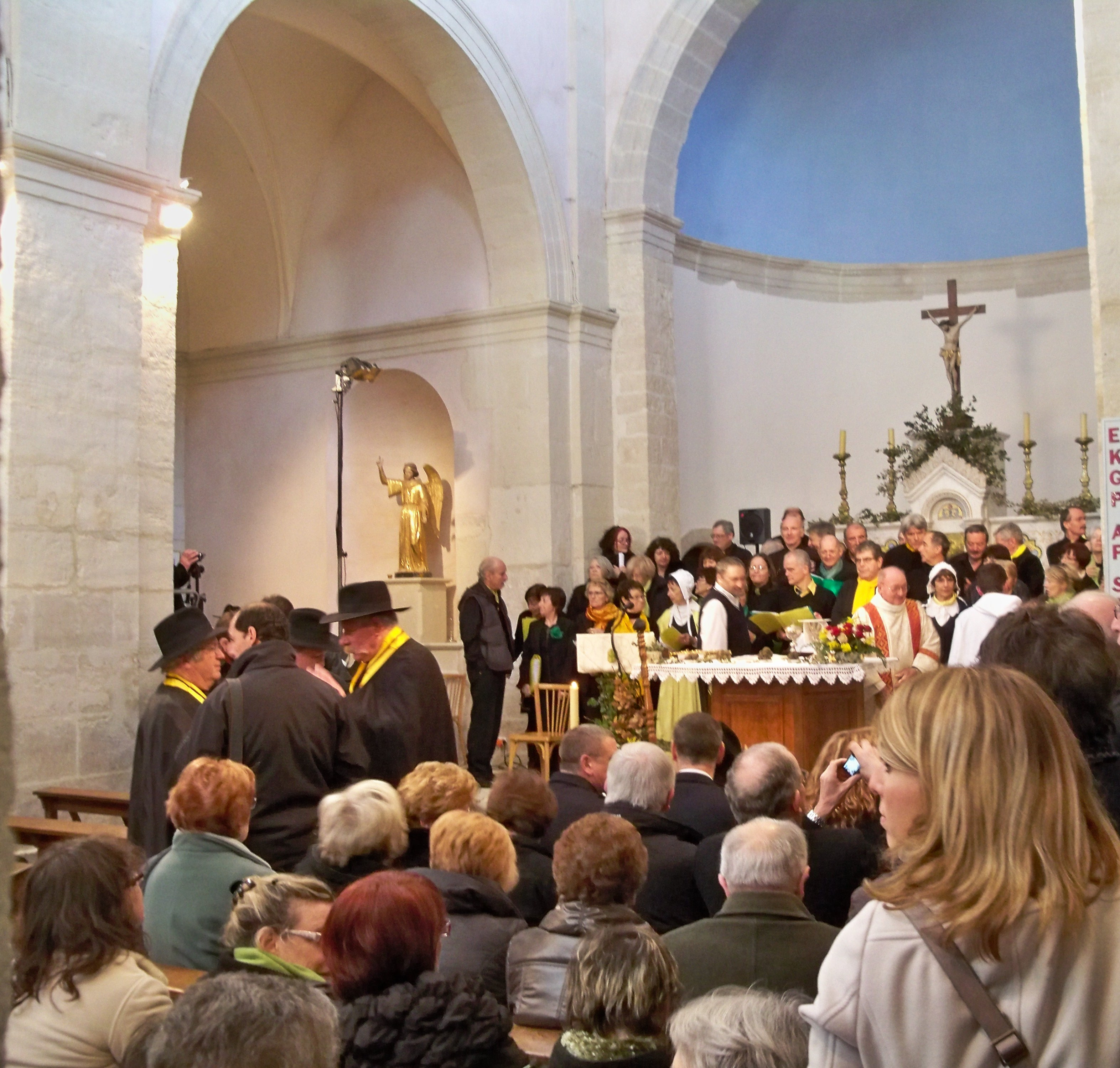
La messe aux truffes de Richerenches.

En France, les trufficulteurs et caveurs écoulent leurs productions et cueillettes par le biais de marchés; les principaux se trouvant dans le Sud-Est. Il existe une douzaine de marchés dans le Vaucluse, dont un le mercredi à Valréas et un le samedi à Richerenches. Le marché aux truffes de Richerenches est le plus important d'Europe, il s'y négocie la moitié des apports du Sud-Est de la France et 30 % de la production nationale. Cette commune a été promue « site remarquable du goût » par le Conseil national des arts culinaires.
Le marché aux truffes de Carpentras se tient tous les vendredis matin de fin novembre à fin mars. C'est le marché de référence pour ses cours.
Le marché d'Aups, dans le Var, est nommé comme le troisième marché de la truffe en France et premier du Var. Celui-ci se tient le matin du dernier jeudi du mois, de novembre à fin février (voire mi-mars si la production le permet).
Les marchés de la région Rhône-Alpes se tiennent le lundi à Chamaret et à Saint-Donat-sur-l'Herbasse, le mardi à Grignan et à Saint-Paul-Trois-Châteaux, le jeudi à Nyons et à Montségur-sur-Lauzon, le vendredi à Suze-la-Rousse et à Dieulefit, le samedi à Crest et le dimanche à Taulignan.
Le marché aux truffes de Lalbenque est ouvert tous les mardis de la saison hivernale dès 14 h; c'est le marché aux truffes le plus important du Sud-Ouest.
Le marché aux truffes de Périgueux est ouvert le samedi matin, de décembre à février, place de l'ancienne mairie par le groupement des trufficulteurs pétrocoriens.
Les marchés aux truffes de Sarlat-la-Canéda sont ouverts de mi-novembre à fin février. Le marché de gros aux truffes du mercredi après-midi à partir de 14 h 30 est réservé aux acheteurs professionnels (négociants, transformateurs agroalimentaires, restaurateurs…), il est par ailleurs référencé par la Société nationale des marchés. Chaque année, à la mi-janvier est également organisée la Fête de la truffe et académie culinaire du foie gras et de la truffe.
Le marché aux truffes de Jarnac (Charente) tous les mardis matin à la salle des Fêtes. Ce marché voit les agriculteurs locaux commercialiser leurs truffes auprès d'une clientèle de professionnels et de particuliers. Les truffes sont vendues brossées, lavées, « canifées » puis triées en catégories par des commissaires ceci dans un souci de transparence et de qualité.
Le marché de Saint-Alvère en Dordogne et aussi très connu car les productions de Tuber melanosporum sont élevées dans la région de Sarlat-la-Canéda. La célèbre chef Anne-Sophie Pic y effectue ces achats. Cette région est aussi réputée pour son foie gras.
Autrefois, l'Église appelait les truffes « les champignons du diable » mais elle autorisa sa célébration annuelle par une messe aux truffes en 1952 grâce à Henri Michel-Reyne, curé de Richerenches. Elle est célébrée chaque troisième dimanche de janvier, en hommage à saint Antoine, le patron chrétien des trufficulteurs et du diamant noir, dont la fête est le 17 janvier. À cette occasion, lors de la quête, la corbeille se remplit de belles truffes qui sont vendues aux enchères à l'issue de l'office.

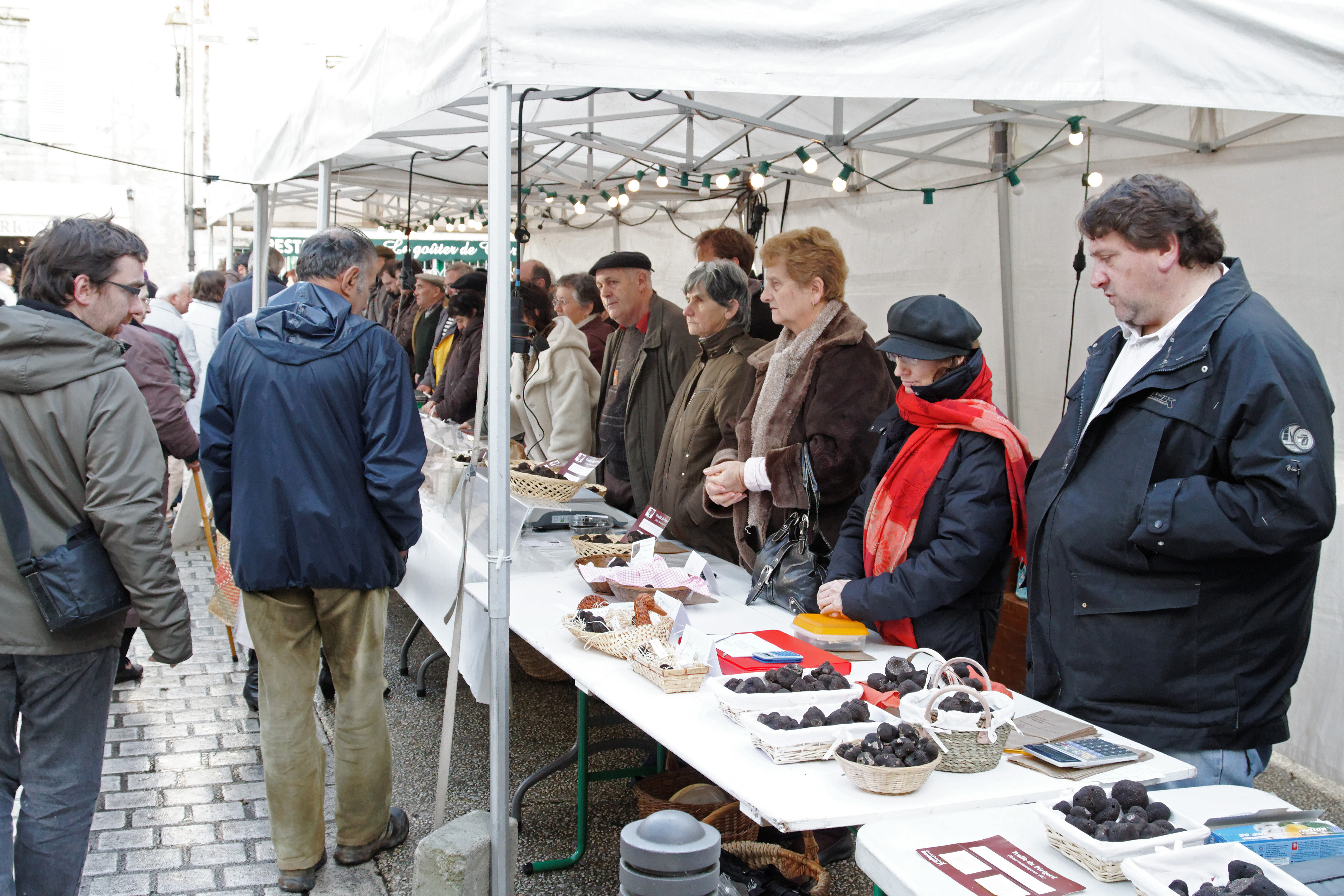
Marché aux truffes de Périgueux.

Les localités et entreprises qui bénéficient de l'image de produit de luxe de la truffe l'entretiennent notamment avec :
- truffes et gastronomie de Rognes, créé en 1991. Il a lieu le dimanche avant Noël ;
- marché aux truffes de Ménerbes, le dernier dimanche de l'année ;
- journée de la truffe, qui se tient à Uzès (Gard) : le 3e dimanche de janvier ;
- journée de la truffe et de l'huile d'olive à Pélissanne, en présence l'association trufficulutre 13 : le dernier dimanche de janvier ;
- truffe en fête, festivité qui se déroule à La Tour-d'Aigues (Vaucluse), le 2e dimanche de janvier ;
- marché aux truffes, à Saint-Alvère (Dordogne) qui se tient tous les lundis de décembre à février ;
- marchés aux truffes, à Jarnac (Charente) tous les mardis à 9 h 30 de décembre à fin février ;
- fête de la truffe à Saint-Paul-Trois-Châteaux le 2e dimanche de février[64] ;
- messe aux truffes, à Richerenches (Vaucluse), en janvier ;
- fête de la truffe, à Aups (Var) le 4e dimanche de janvier ;
- fête de la truffe, à Lorgues (Var), le 2e dimanche de février ;
- fête de la truffe, à Vidauban (Var), le dernier samedi de février ;
- marché aux truffes, à Sarlat, en décembre, janvier et février, le samedi matin et la Fête de la truffe et académie culinaire du foie gras et de la truffe tous les ans, à la mi-janvier ;
- fête de la truffe de Forcalquier, début février[68] ;
- fête de la Truffe Noire et des produits du Terroir à Carpentras (Vaucluse) le 1er dimanche de février ;
- marché aux truffes de Saint-Champ (Bugey), en décembre, depuis 2010[69] ;

Marchés aux truffes de la fin du XIXe et début du XXe siècle
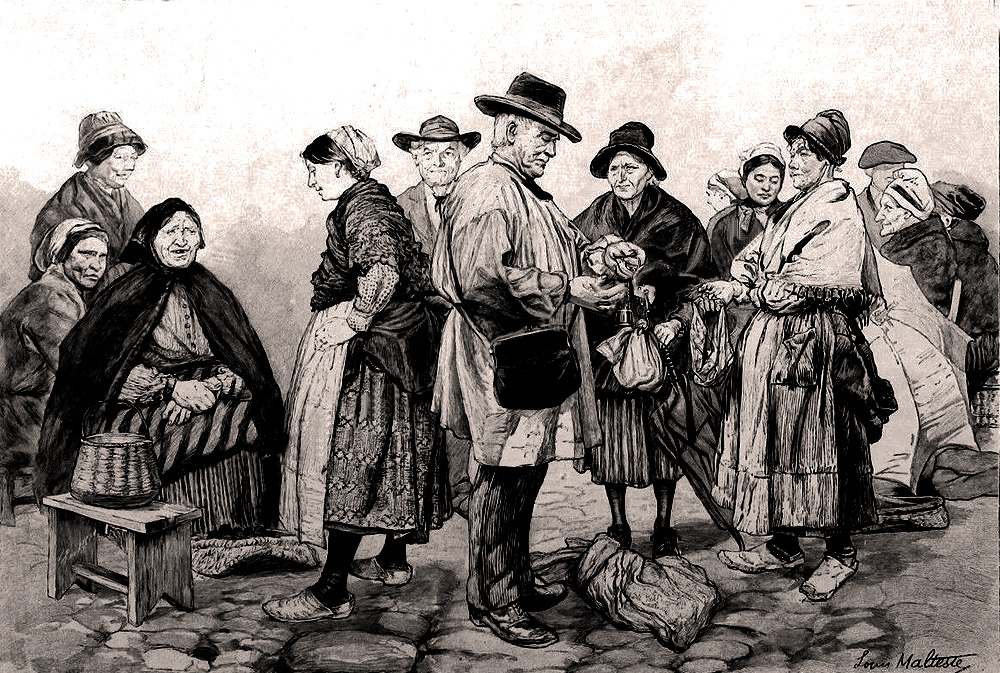
Cahors.
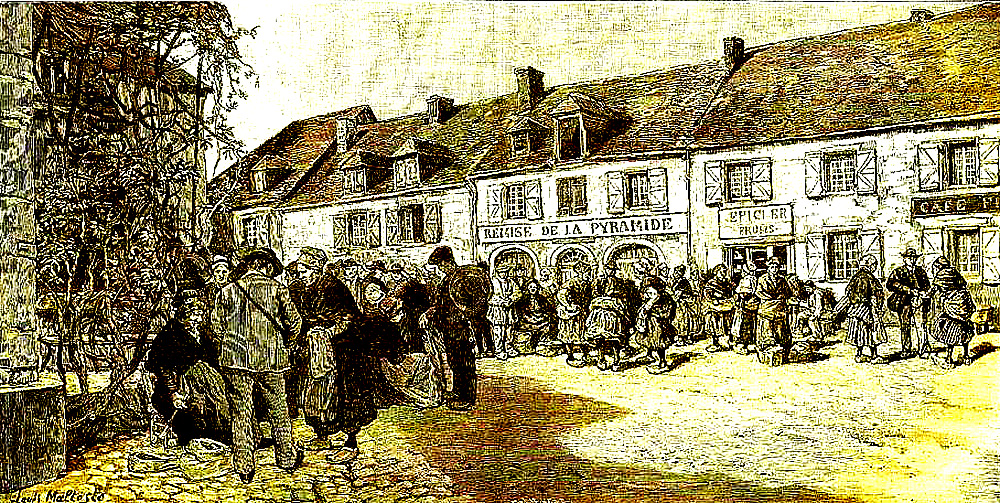
Martel.
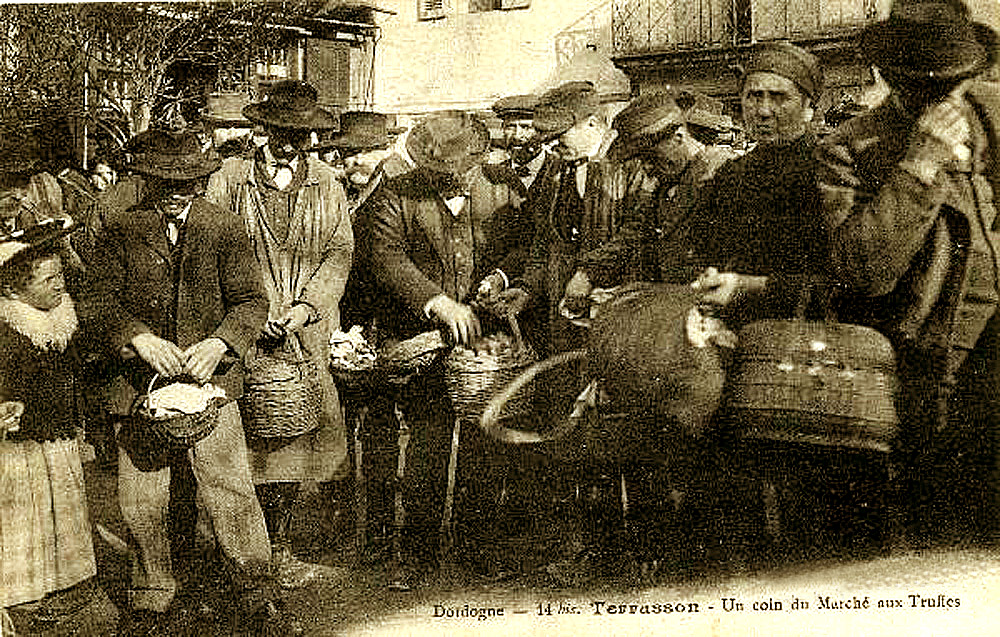
Terrasson.

- fête de la Truffe de Bourgogne à Is-sur-Tille (Côte-d'Or) le 15 décembre ;
- marché aux Truffes à Saint-Bris-le-Vineux Caves de Bailly (Yonne) mi-décembre ;
- journée de la Truffe, à Jarnac (Charente), mi-janvier ;
- fête de la Truffe, à Mirambeau (Charente-Maritime), fin janvier ;
- fête de la Truffe, à Villeneuve-sur-Vère (Tarn), le 1er dimanche de février[70] ;
- marché aux truffes de Noyers-sur-Serein (Yonne) en novembre[71].

### Importations en France
En 2014, la France est nette importatrice de truffes fraîches (toutes variétés confondues), d'après les douanes françaises.

### Trafic
En Syrie, au début des années 2020 alors que l'État islamique est revenu à la clandestinité après ses défaites militaires, l'organisation terroriste, ainsi que des milices iraniennes pro-Assad assassinent des dizaines de ramasseurs de truffes pour se financer,.  

## Gastronomie

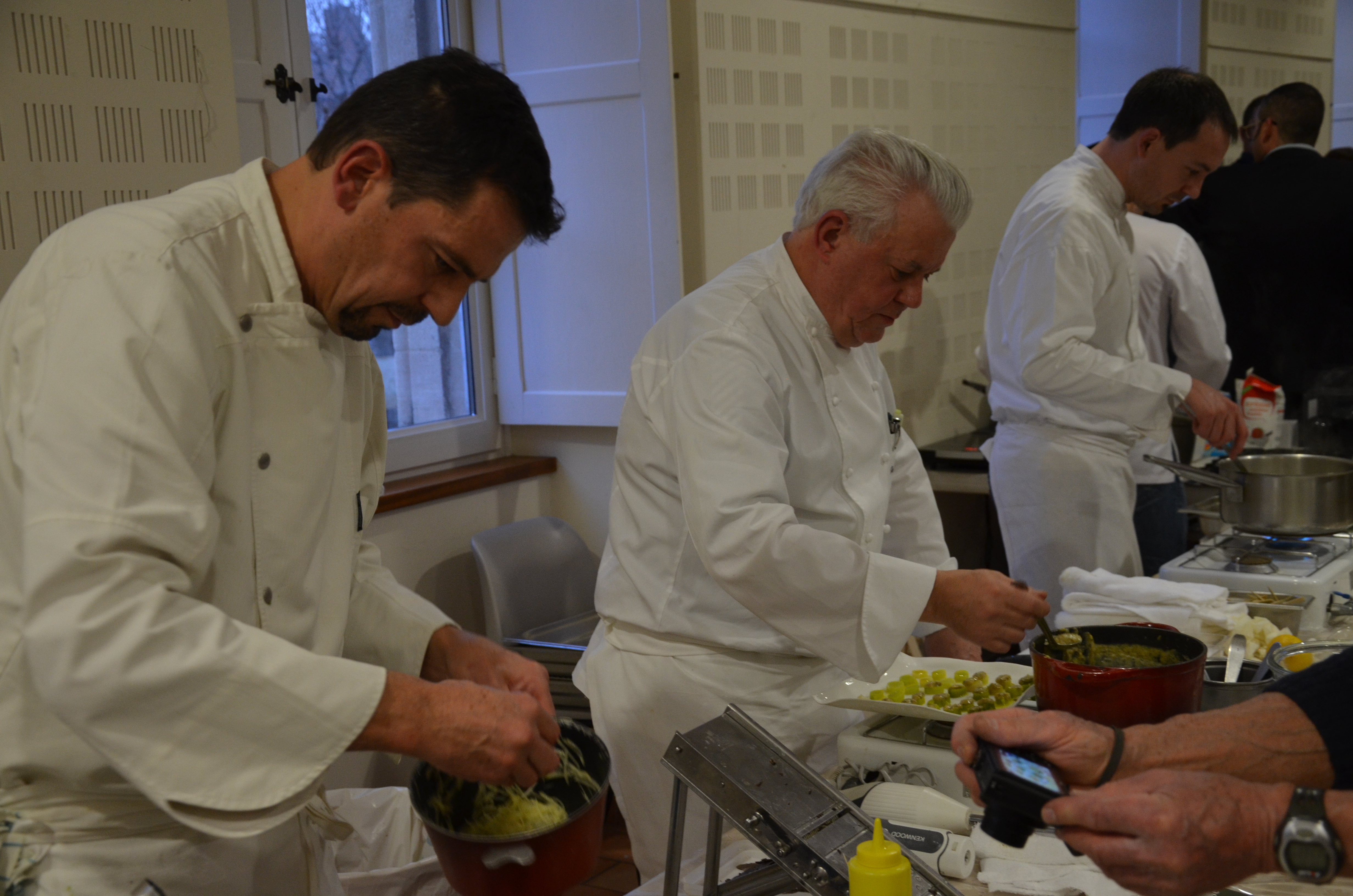
Trois chefs préparant les entremets aux truffes noires à la fête de la truffe de Forcalquier.

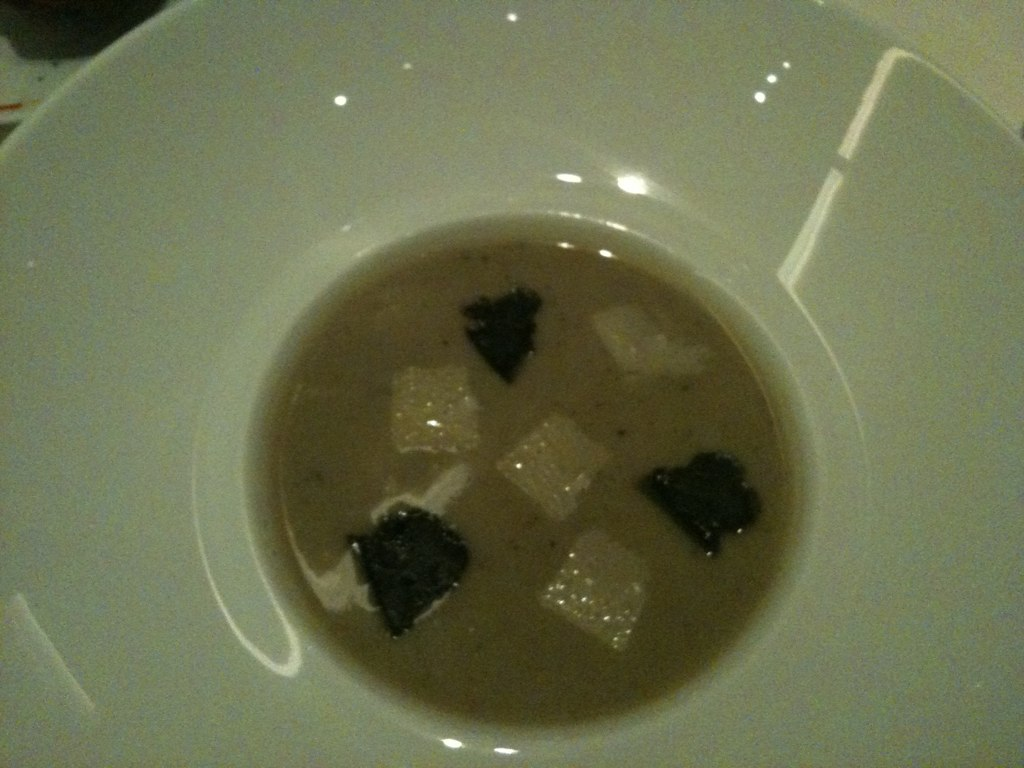
Soupe de poireaux et d'artichaut à la truffe noire et au parmesan,
par Guy Savoy.

La truffe noire, contrairement à la truffe blanche d'Alba qui n'est jamais cuisinée, peut l'être sous ses deux formes : fraîche ou en conserve. Sous sa forme fraîche, il faut attendre qu'elle soit arrivée à pleine maturité. La truffe noire et plus spécifiquement la T. melanosporum est rarement à son apogée de maturité en décembre où ses cours sont le plus haut, mais le plus souvent en janvier ou en février. Sa température de cuisson ne doit pas dépasser 40 °C et, en quantité, il doit être prévu de 10 à 15 grammes par personne.
Elles servent dans la préparation de nombreux plats. Mais les mets avec lesquels elle exhale le plus ses arômes sont les salades, les pommes de terre tièdes, les brouillades, les pâtes, dont les gnocchis, les risottos, les purées de légume, les soupes, les sauces, comme la sauce Périgueux, les farces, les bouchées à la reine, les volailles, le poisson blanc, le ris de veau et les rôtis.
C'est aussi lors de sa pleine maturité que le truffe noire peut aussi être utilisée crue, râpée ou émincée selon la mode italienne due à la truffe blanche. Mais râper cette truffe ne peut être systématique comme il est fait de plus en plus souvent « sur tout et sur n'importe quoi. ».

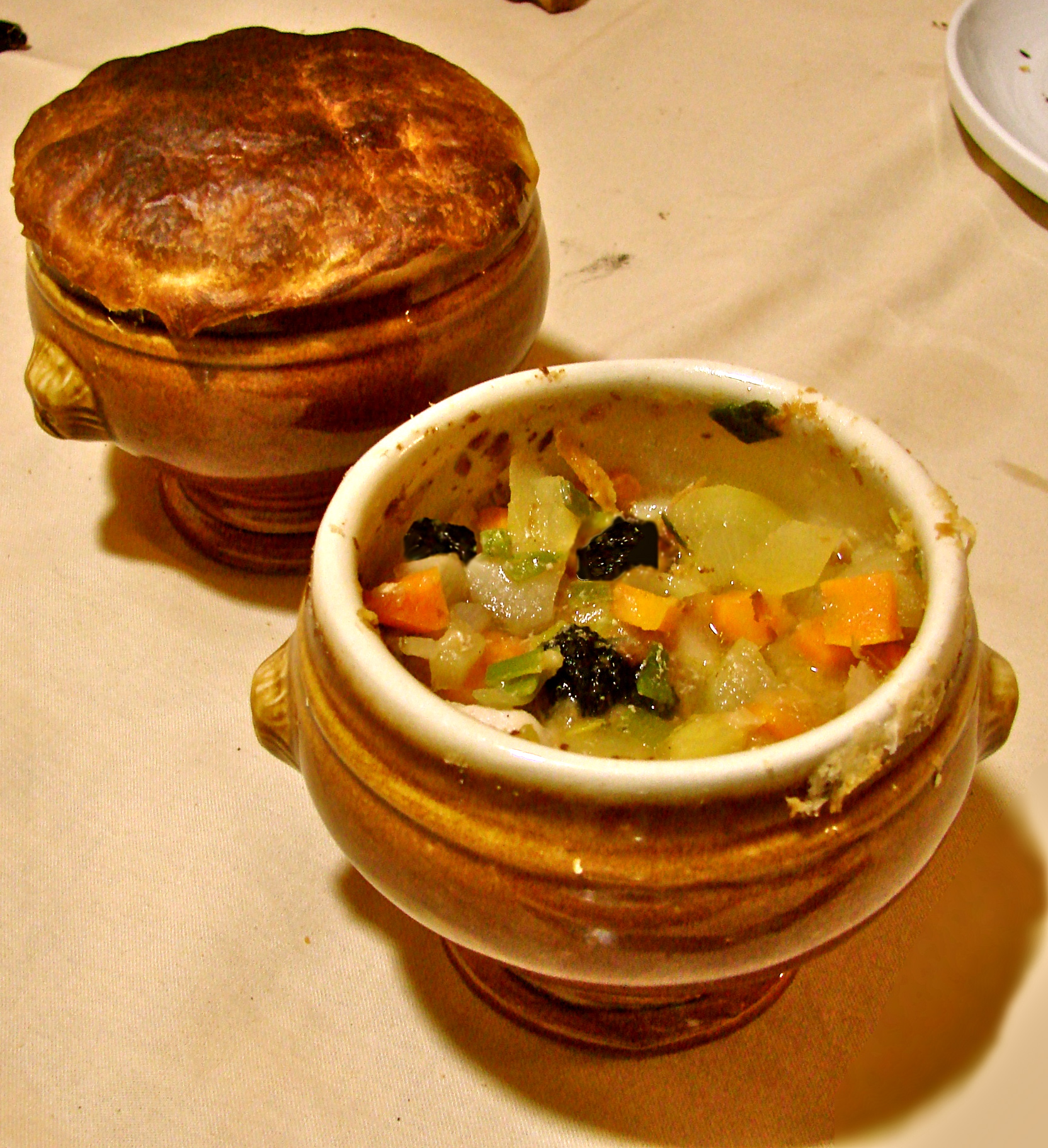
Soupe aux truffes noires VGE.

La truffe en conserve est traditionnelle dans la cuisine, depuis le XIXe siècle, pour des raisons de conservation et de transport. Ce sont elles que Brillat-Savarin appelait « les diamants de la cuisine », et qu'Escoffier, dans son Guide culinaire (1902), traitait comme légume d'accompagnement en jetant les bases de la cuisine bourgeoise française. Les grands cuisiniers ont d'ailleurs, depuis longtemps, vérifié que les arômes d'une truffe en conserve sont plus complexes que ceux d'une truffe fraîche.

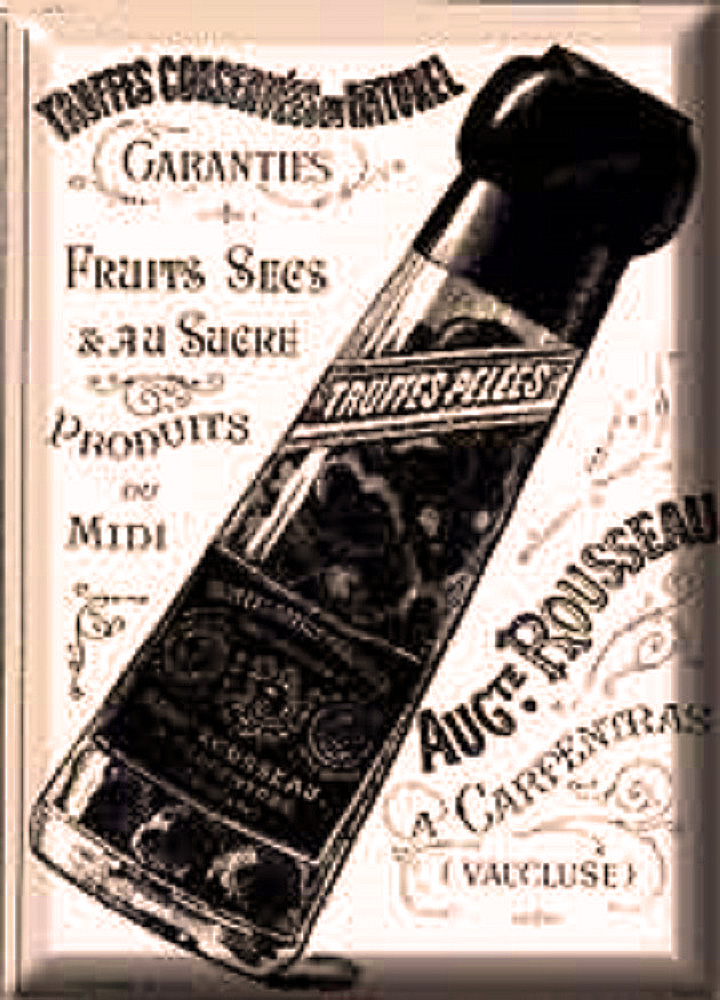
Truffes pelées conservées au naturel ;
publicité d'Auguste Rousseau, négociant à Carpentras au XIXe siècle.

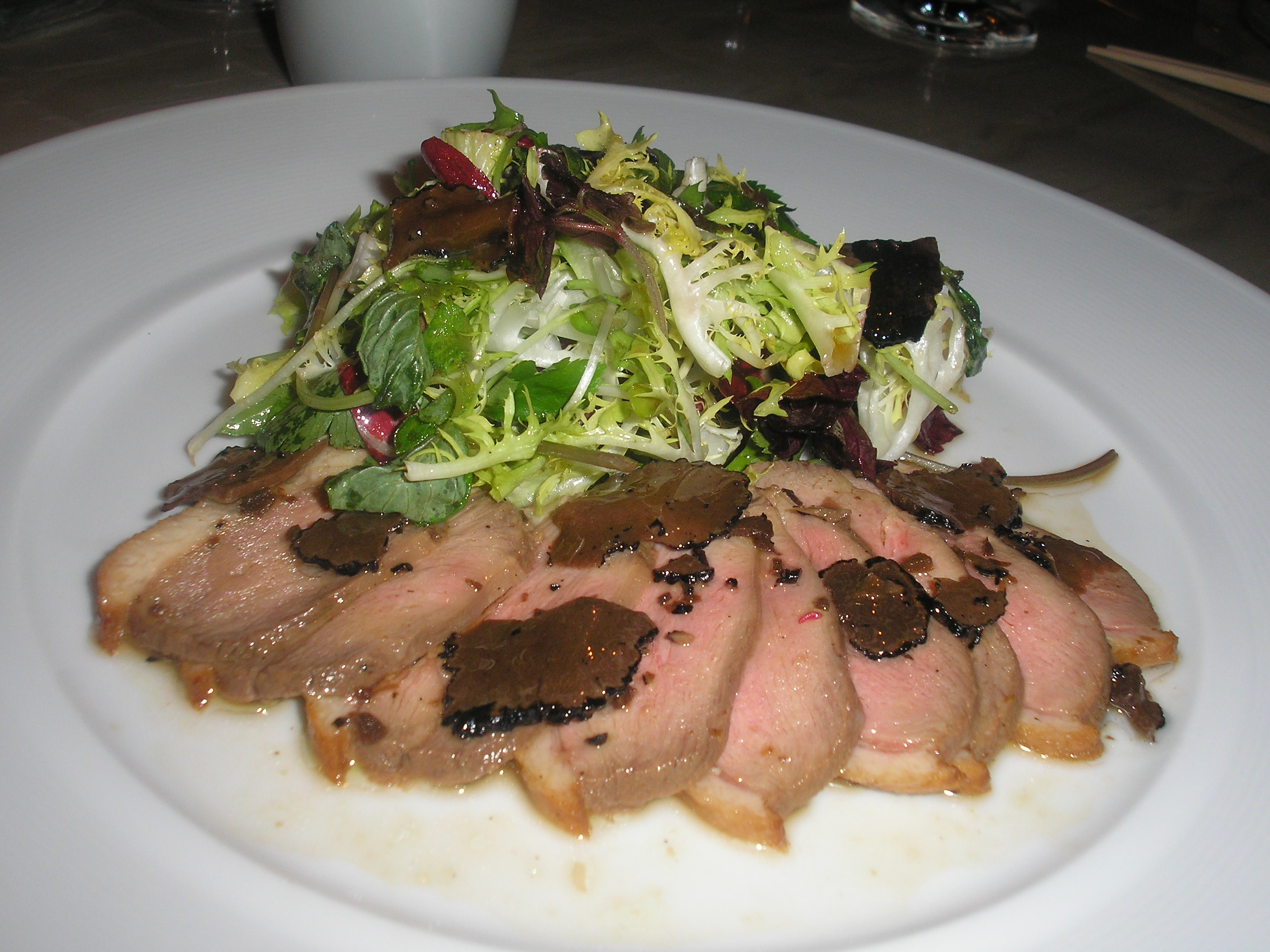
Émincé de canard truffé.

Les meilleures sont les pelées, suivies des brossées (qualité extra ou 1er choix), viennent ensuite les truffes en morceaux, les pelures, les brisures et le jus de truffe qui représentent le bas de gamme. La truffe en conserve est faite pour être cuisinée. Dans son Guide culinaire, Escoffier présentait des recettes de truffes entières cuites sous la cendre, braisées au champagne ou encore, en lamelles, étuvées à la crème. Ces truffes se révèlent parfaites pour rehausser des recettes simples qui emploient des pâtes, du riz, des pommes de terre, de la viande blanche ou des œufs. Leur utilisation dans des recettes à base d'œufs se fait de deux manières. L'une consiste à les battre pour faire une omelette, un brouillage ou œuf cocotte, l'autre à enfermer des œufs frais avec un morceau de truffe dans une boîte hermétique placée au réfrigérateur. Les œufs prendront rapidement le parfum de la truffe sans que l'on ait à entamer cette dernière.
La truffe en conserve est obligatoire pour truffer un foie gras. En effet, une truffe fraîche demande plus de temps pour être stérilisée que le foie gras et son utilisation implique des risques importants de détérioration si la préparation est faite pour être conservée. À contrario, la truffe en conserve, déjà stérilisée, s'impose pour la préparation de ce mets.
Le secret de la gastronomie de la truffe est la captation de son parfum (80% des composés volatils). Pour ce faire, une mise en contact avec le produit à cuisiner, dans un récipient hermétique, est conseillée dans certaines préparations, particulièrement pour la truffe de Bourgogne, Tuber uncinatum. Outre les œufs, cela s'impose pour le boudin blanc et les produits gras (fromages, crèmes, huile) qui sont d'excellents capteurs de parfum. De plus une température de cuisson basse (moins de 40 °C) s'impose tant pour la truffe fraîche que pour celle en conserve, les cuissons à haute température en revanche dégradant le parfum. D'où les techniques culinaires ancestrales de la cuisson de truffes sous la cendre entourées d'une barde de lard et d'une volaille farcie cuite au bouillon au lieu d'être rôtie.
Des types de cuisson plus modernes sont maintenant utilisés couramment. Les grands chefs ont popularisé la cuisine en papillotes, dans des tajines et la cuisson sous vide. Le fin du fin étant l'utilisation de plats lutés, à l'exemple de la soupe VGE de Paul Bocuse présentée en soupière individuelle sous une couche de pâte feuilletée.

### Conservation
La truffe peut être conservée à long terme soit stérilisée, soit sous vide. Ces deux techniques demandent une certaine pratique. Avant elle l'était dans l'alcool (cognac, armagnac, entre autres), mais ce procédé modifie sensiblement son parfum. Si la dégustation de truffe fraîche est particulièrement préférée à toute autre, sa congélation est possible, en la tranchant, en la reformant et en l'emballant soigneusement dans un morceau de feuille d'aluminium qui sera ensuite rangé au congélateur. Dans ce type de préparation, la truffe doit être utilisée immédiatement après décongélation.

### Valeur nutritive et énergétique
Les truffes sont utilisées comme assaisonnement ou pour accompagner un mets, en plus ou moins grande quantité. Par conséquent, leur contribution à la nutrition humaine reste assez faible. Néanmoins, le tableau ci-contre quantifie les principales informations nutritionnelles. Ces sources ne fournissent aucune donnée sur la teneur en vitamine A et la composition des acides gras. Par contre, elles peuvent contenir des quantités importantes de vitamines B2, B3, B5, D et K.
| Vitamine | Teneur   | Besoin quotidien   | Pourcentage   |
| B2       | 400 μg   | 1 200 à 1 500 mg   | 26,67 à 33,33 |
| B3       | 5 000 mg | 13 000 à 17 000 mg | 29,41 à 38,46 |
| B5       | 2 500 mg | 6 000 mg           | 41,67         |
| D        | 2 μg     | 5 à 10 μg          | 20,00 à 40,00 |
| K        | 15 mg    | 70 à 80 mg         | 18,75 à 21,43 |

Teneur des truffes en acides gras
| Acides gras   | Teneur / 100 g |
| ------------- | -------------- |
| Saturés       | 0,13 g         |
| Monoinsaturés | 0,01 g         |
| Polyinsaturés | 0,31 g         |

## Calendrier républicain
- Dans le calendrier républicain, la Truffe était le nom attribué au 28e jour du mois de frimaire[86].

## Patrimoine culturel immatériel
Présenté par l'Italie, l'élément de patrimoine intitulé « la recherche et le cavage de truffes en Italie, connaissances et pratiques traditionnelles » est inscrit sur la liste représentative du patrimoine culturel immatériel de l'humanité par l'UNESCO en décembre 2021.

### Bibliographie

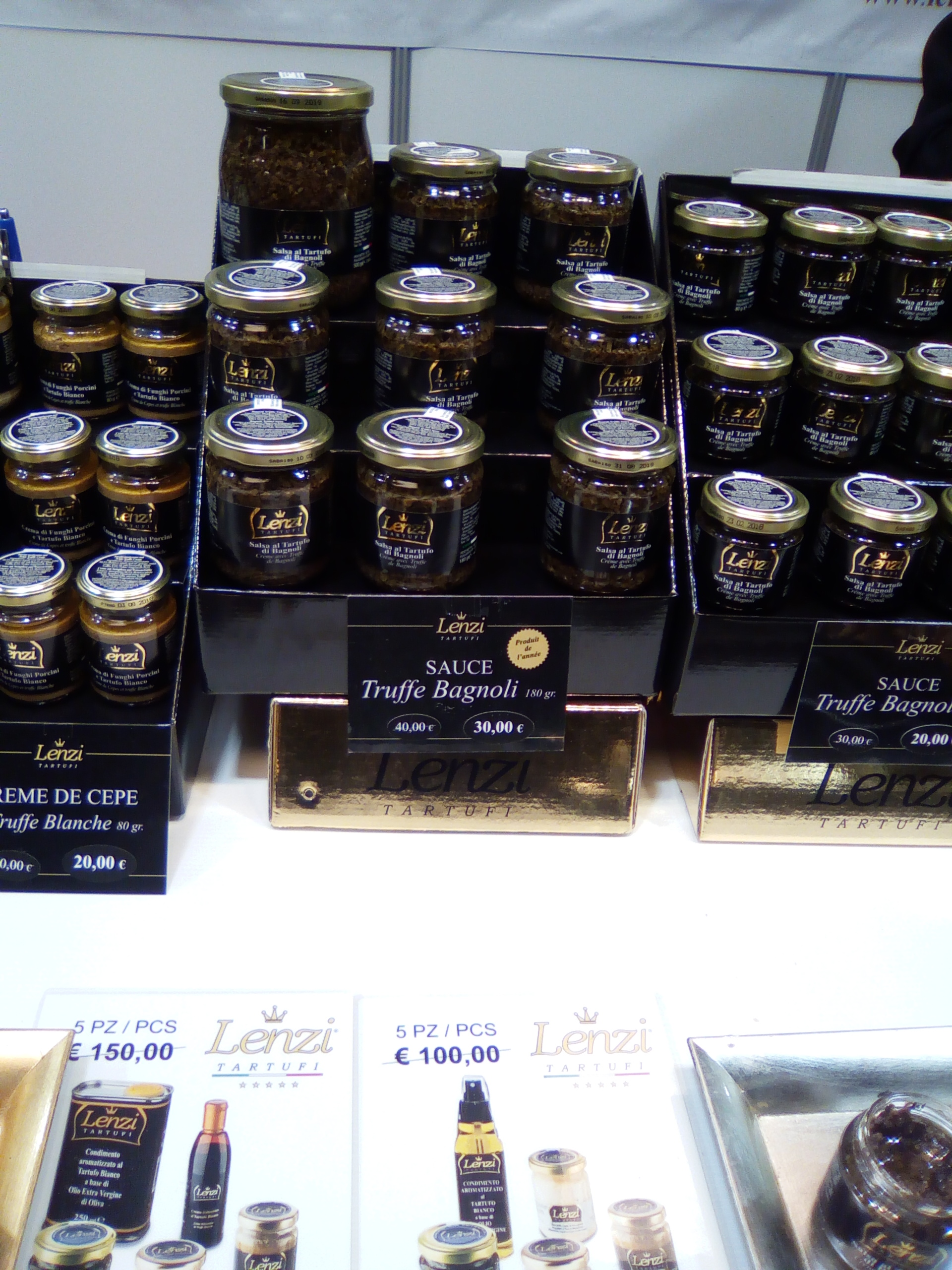
Stand de sauces aux truffes.